# Fotografie v Rusku

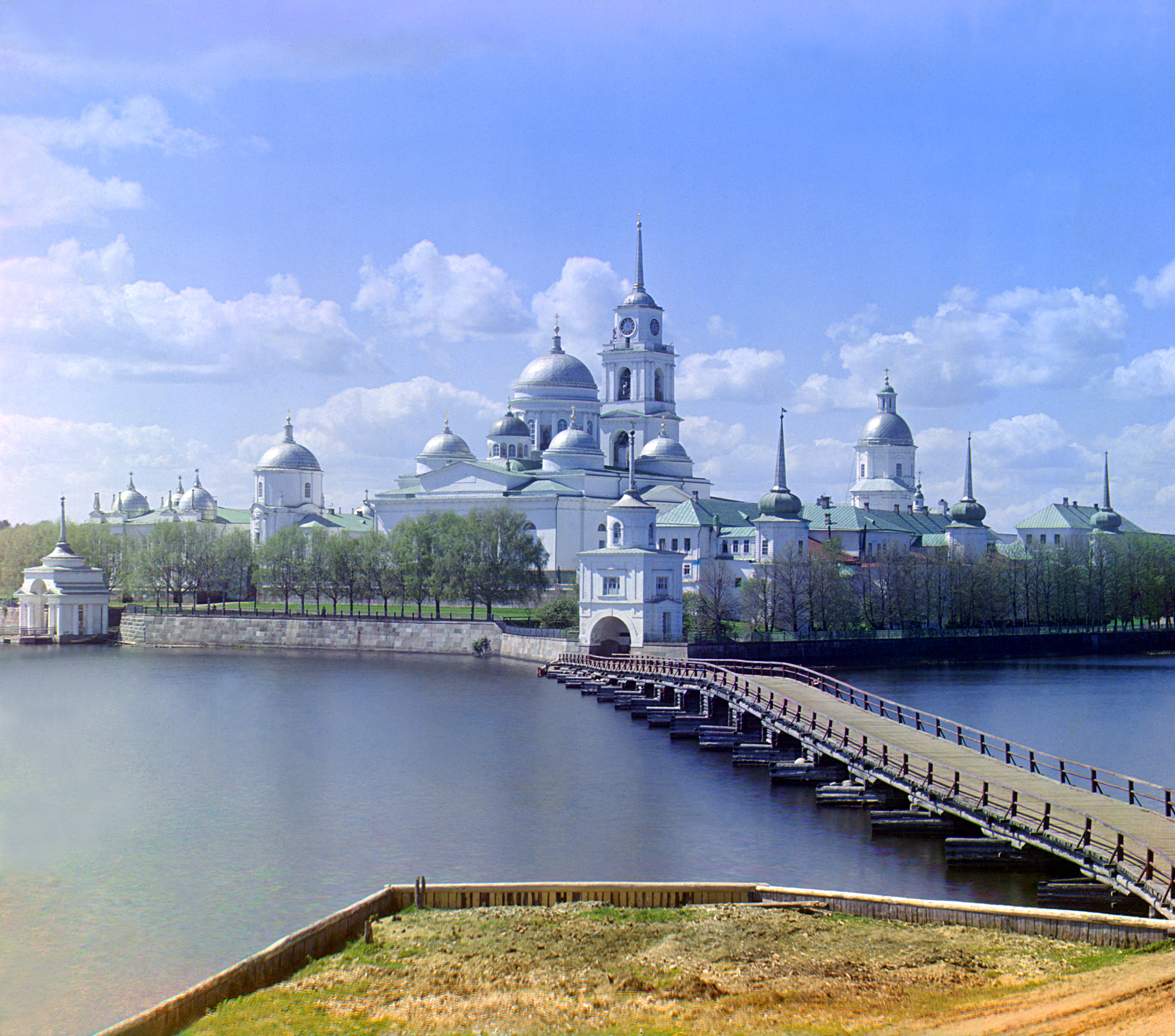
Sergej Prokudin-Gorskij: Nilovův klášter na jezeře Seliger, 1910

Jako v mnoha zemích byl vývoj techniky, řemesla a umění fotografie v Rusku mimo jiné důsledkem změny technologie, zlepšování ekonomických podmínek a míry uznání fotografie jako svéprávné formy umění. Fotografie se v Rusku vyvíjela za silné spoluúčasti a zájmu od počátků tohoto umění k úspěchům značného počtu Rusů ve světě fotografie do dnešních dní.

## Historie

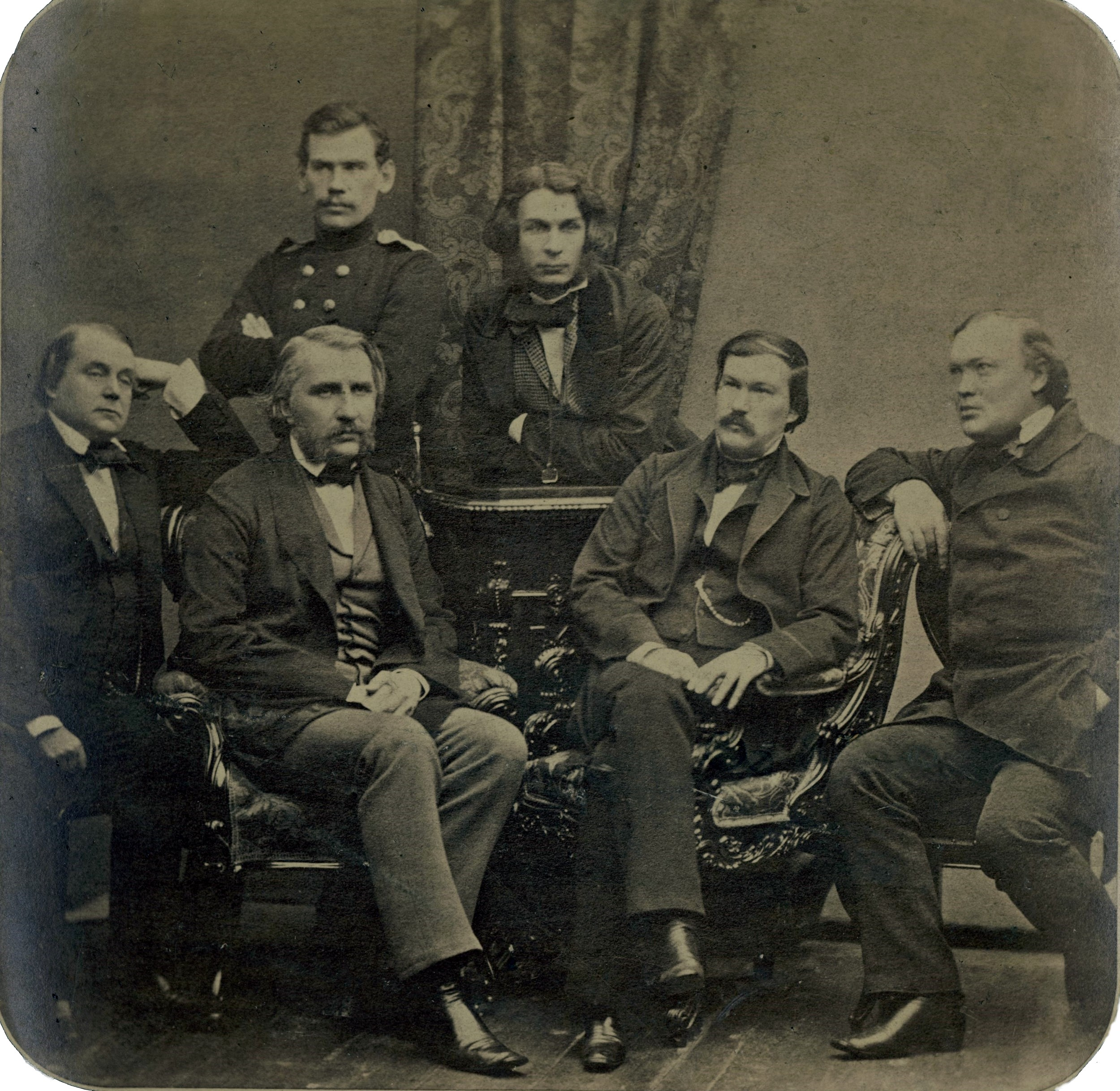
Sergej Lvovič Levickij: Skupinový portrét ruských spisovatelů časopisu Современник (Současník) I. Gončarov I. Turgeněv, L. N. Tolstoj, Dmitrij Grigorovič, Alexandr Vasiljevič Družinin a Alexandr Ostrovskij

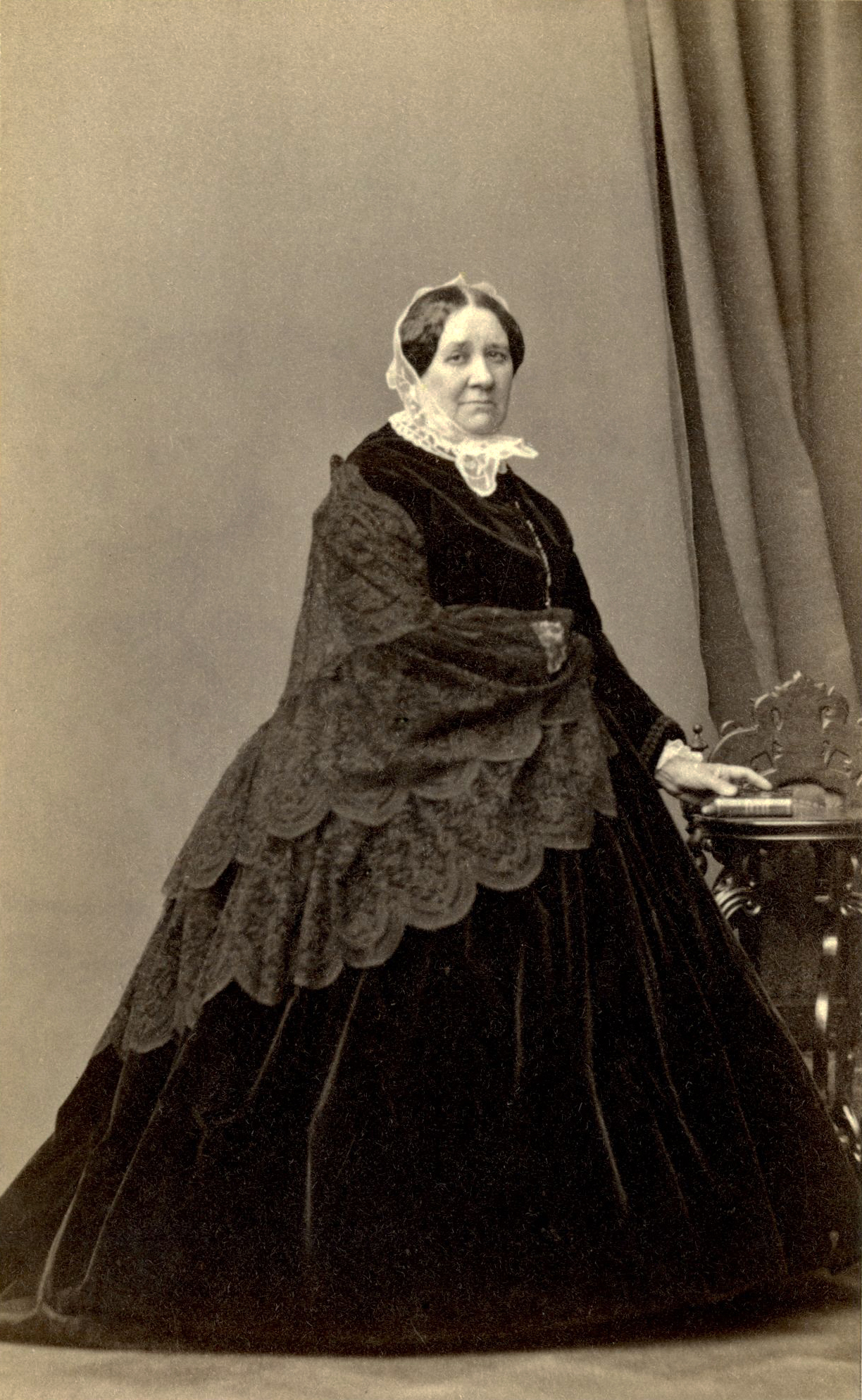
Andrej Deněr: Herečka Alexandra Karatygina, 1864 nebo 1865

### Vznik fotografie v Rusku
Za začátek ruské fotografie lze považovat okamžik, kdy Joseph Christian Hamel, člen Ruské akademie věd, vyrazil na cestu za kalotypií do Velké Británie. Tam, když potkal W. Talbota a jeho metodu získání fotografického obrazu, odešel Gamel do Francie, kde se setkal s Jacquesem Daguerrem, zakladatelem jiné metody získávání fotografií, a dokonce pod jeho vedením pořídil několik snímků. Takže všechny shromážděné materiály byly úspěšně odeslány do Petrohradu, kde byl akademik Carl Julius Fritzsche jedním z prvních lidí v Rusku, kteří ovládli techniku získání fotografického obrazu. Po vyfotografování několika listů rostlin 23. května 1839 vystoupil na setkání Petrohradské akademie věd se svou zprávou „o heliografických experimentech“, která poskytla vyčerpávající analýzu Talbotovy metody získávání fotografických obrázků. Jednalo se o první výzkumnou práci věnovanou fotografii v Rusku, která začala zlepšovat metody získávání fotografií.
Důležitou událostí ve vývoji umělecké fotografie v Rusku bylo otevření prvního „uměleckého kabinetu“ pro portrétní fotografii v červnu 1840. Postupně dokonale ovládal dvě hlavní techniky získávání fotografických obrazů, které existovaly v polovině 19. století - kalotypii a daguerrotypii. Zájem o fotografii z vědy se postupně přesunul do praktické roviny a v Rusku se začaly otevírat obchody s fotografiemi. Fotografické studio „Cvětopis (Malba světlem)“ bylo jedním z prvních takových zařízení a patřilo Sergeji Levickému, ruskému dvornímu fotografovi. Fotografie Sergeje Levického - Kislovodska a Pjatigorska, pořízené během jeho cesty na Kavkaz, byly na výstavě v Paříži oceněny zlatou medailí. V roce 1867 Levickij následně představil řadu portrétních fotografií významných ruských umělců, spisovatelů a veřejných osobností. Byl to on, kdo proměnil fotografii v uměleckou tvorbu, položil první základy portrétní fotografie a začal používat různé pomocné objekty a efekty, jako jsou různá pozadí a celkový interiér. Levickij byl také prvním v Rusku, který retušoval výsledné negativy a odstraňoval nedostatky. Ve svém ateliéru také experimentoval s využitím elektrického osvětlení ve fotografii.
Spolu se Sergejem Levickým v Petrohradu pracoval Andrej Deněr, který v roce 1851 otevřel instituci Дагеротипное заведение художника Деньера (Daguerrotypická instituce umělce Deněra). Proslavil se, stejně jako Levickij, díky portrétním fotografiím slavných osobností, jako například malíře Ivana Kramského, Ivana Sergejeviče Aksakova, Fjodora Ivanoviče Ťutčeva, Afanasije Feta nebo Ivana Turgeněva. Později vytvořil první fotoalbum v Ruské říši. Vynalezl způsob, jak fotografii dodat měkké kontury při tisku. Spojoval dva negativy na desky různé tloušťky, které pak oba zvětšoval. Deněr portrétoval osobnosti z obyčejné vrstvy zasazené do prostředí, které podtrhovalo náplň celkového sdělení.
V roce 1878 byl ve fotoateliéru testován speciální (širokoúhlý) objektiv s krátkým zaostřením Ivana Boldyreva (1850-1898). Takový objektiv umožnil při fotografování skupinového portrétu dokonale zobrazovat perspektivu. Přesto se tento vynález kvůli odmítnutí úředníků nikdy nedostal na mezinárodní výstavu v Paříži. V roce 1889 však Boldyrev představil stejnou uzávěrku objektivu, která byla na zasedání Ruské technické společnosti uznána jako nejlepší ze všech dostupných na trhu v té době.
Další Levického kolega, srovnatelný kvalitou a významem, byl Karl Bergamasko, který do Petrohradu přišel z Itálie v roce 1848. V roce 1850, ještě při práci v divadle, si Bergamasko otevřel jeden z prvních Petrohradských „daguerrotypických salónů“. Jako fotograf se zaměřil na práci s herci a veřejnosti z divadelního prostředí. Bergamasko dokázal učinit všechny své modely atraktivní, chytře s důrazem na důstojnost jejich práce a skrytím nedostatků z pohledu zákazníka. Za své umění byl brzy odměněn, od roku 1863 přijal titul „fotograf císařských divadel“. O dva roky později časopis Fotograf informoval čtenáře, že Bergamasko byl jmenován fotografem „Jeho císařské výsosti velkovévody Nikolaje Nikolajeviče“ (staršího). To se okamžitě projevilo na reverzních stranách fotografií Charlese Bergamaska. Od té doby jeho sláva rostla, Karl Ivanovič se stal jedním z předních portrétistů horní třídy a módním mistrem. Bergamasko byl kreativní, nebál se experimentovat se světlem, scenériemi, jeden z prvních inscenoval scénu. Vytvořil si vlastní rozpoznatelný styl – měkké obrysy obrázků v plné velikosti. Jeho snímky byly větší než bylo obvyklé u jiných ateliérů.
Francouz Alfred d’Avignon v letech 1843–1845 absolvoval dlouhou cestu po ruském impériu, která ve své době neměla obdoby. Do historie se jeho výprava zapsala portréty děkabristů, které d'Avignon pořídil v Irkutsku, přestože jeho dílo se vyznačuje též kvalitními snímky ruské krajiny. V roce 1841 otevřel v Petrohradě daguerrotypický ateliér. Již z let 1843–1845, asi 6 let od vynálezu fotografie, pochází jeho ambiciózní topografický projekt. Jeho cílem bylo fotograficky zdokumentovat celé území Ruské říše. Rozsahem ho lze připodobnit k podniku jeho krajana Noëla Paymala Lerebourse, který cestoval po evropských, blízkovýchodních i několika ruských destinacích. Podmínky pro cestování nebyly v prvních desetiletích po vzniku fotografie příznivé. Nejenom kvůli náročné manipulaci s fotografickým materiálem, ale také v důsledku špatné infrastruktury, která byla zvláště v odlehlých částech Ruska nedostatečná, a nutnosti opatřit si zvláštní povolení, která fotografovi dovolila snímání v určitých lokacích. Tento projekt je výjimečný svou velkolepostí vzhledem k období, ve kterém se uskutečnil. Alfred d’Avignon také několikrát navštívil Moskvu, aby si přivydělal portrétováním.

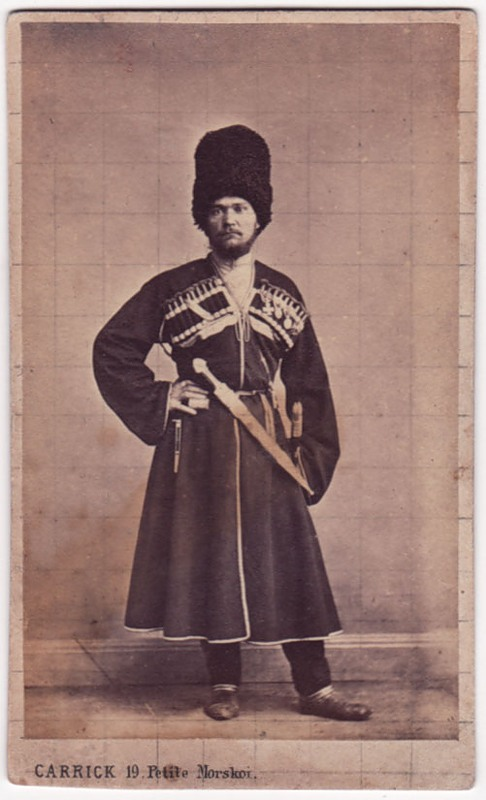
William Carrick: Snímek z cyklu Obyvatelé Ruské říše, 1860–1870
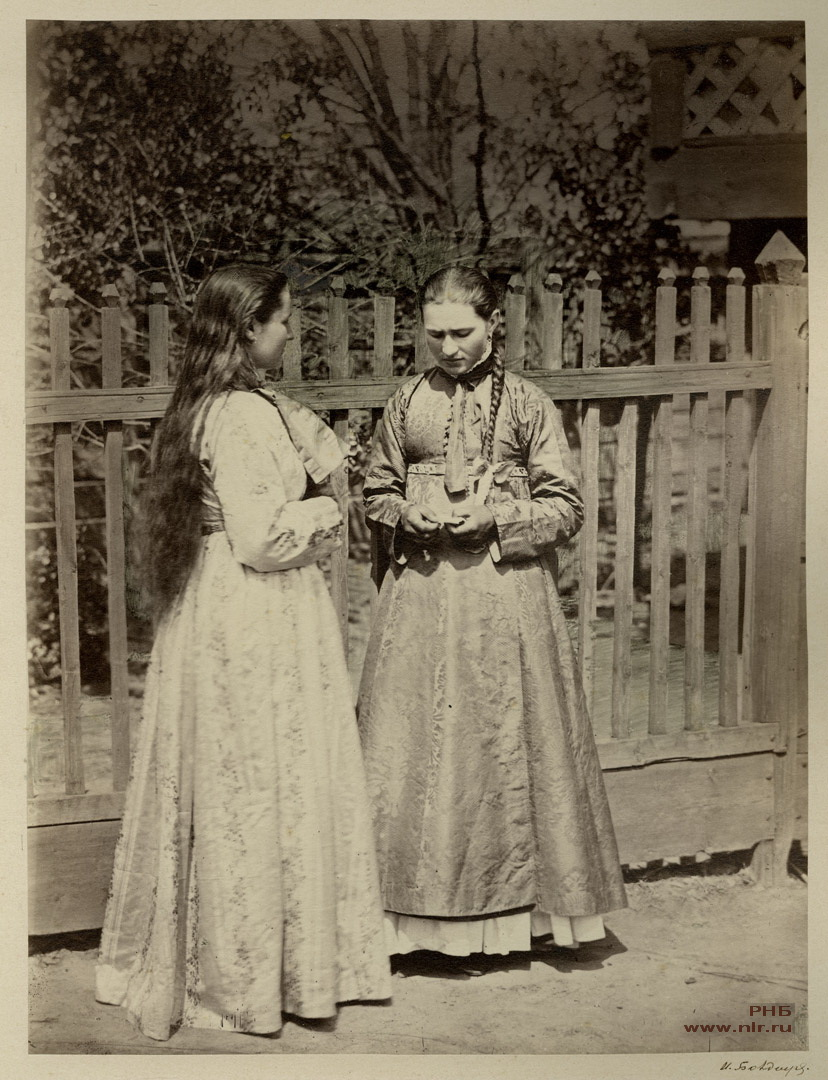
Ivan Vasiljevič Boldyrev: Děvčata v donském národním kroji, 1875–1876
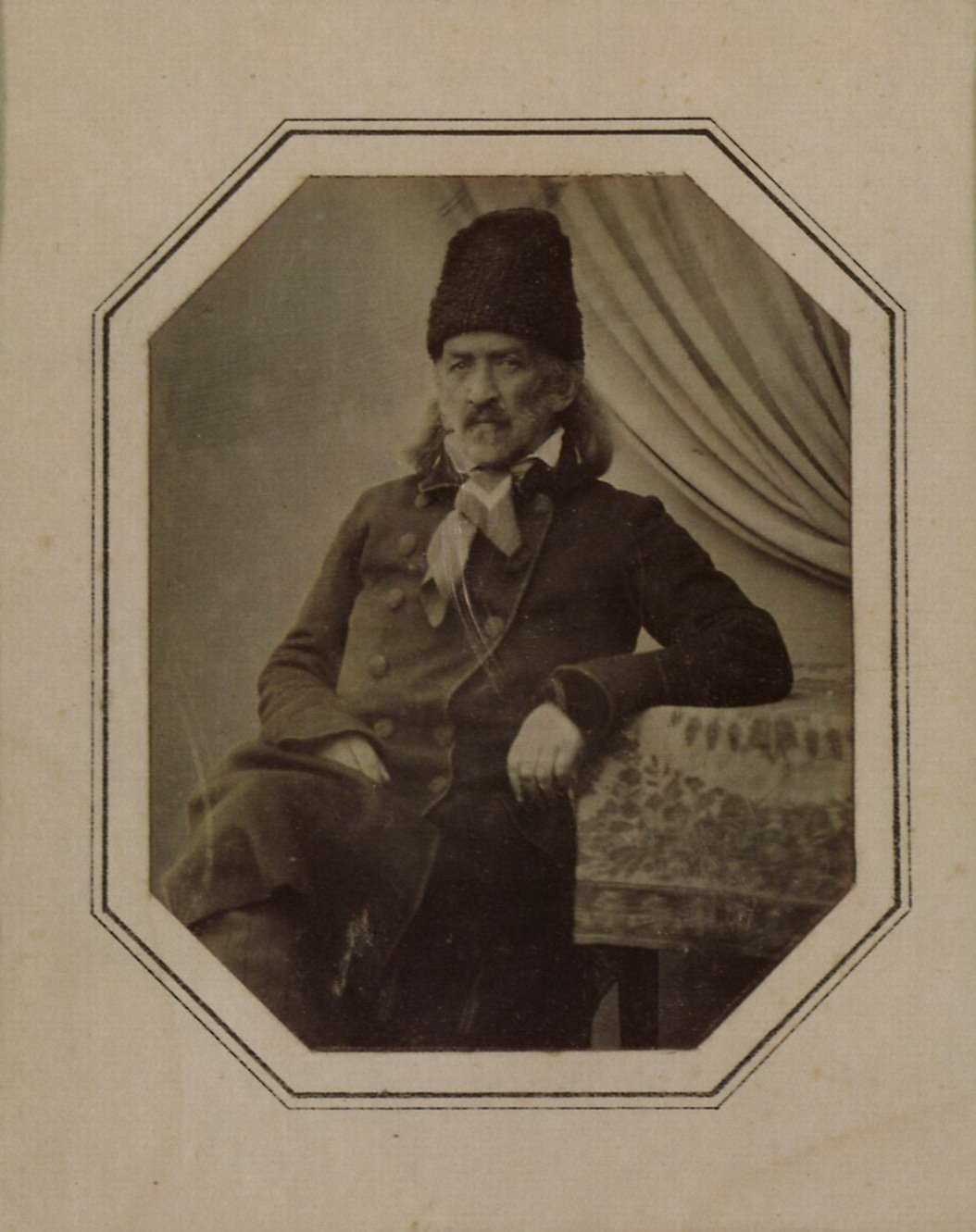
Alfred d’Avignon: Sergej Grigorjevič Volkonskij, který byl deportován do Irkutska na Sibiři jako decembrista. Irkutsk, asi 1845
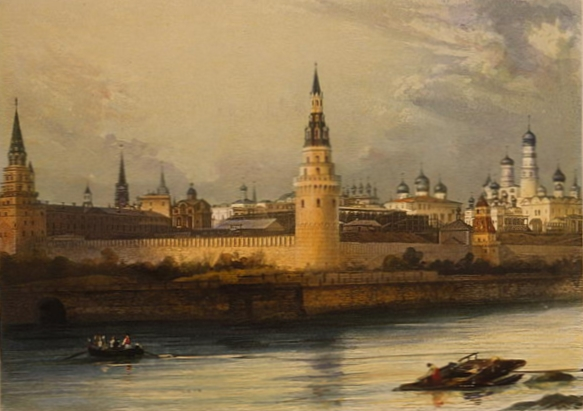
Noël Marie Paymal Lerebours: Kreml, Moskva, tisk založený na daguerrotypii

### Fotografie ve druhé polovině 19. století

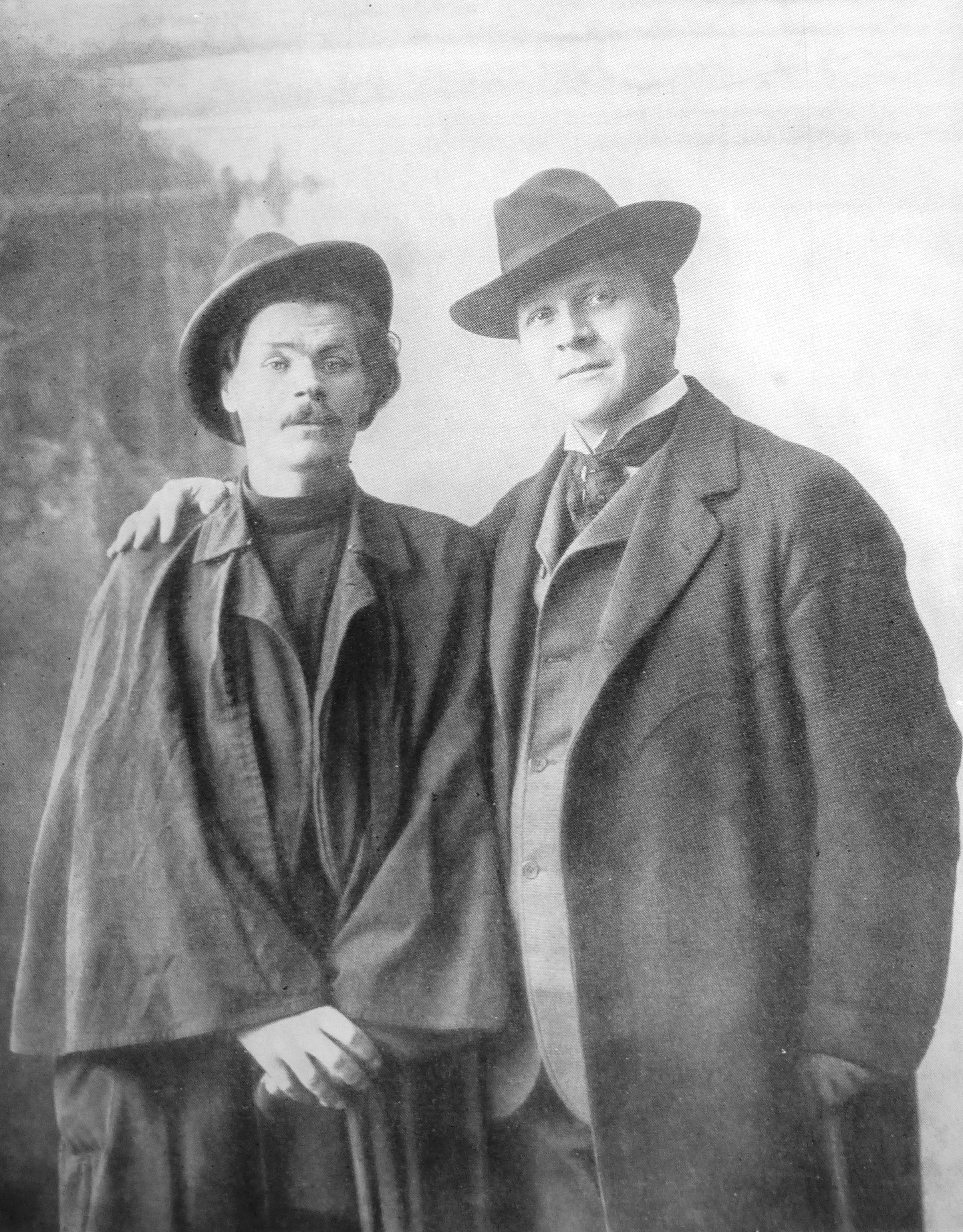
Maxim Petrovič Dmitrijev: Fjodor Ivanovič Šaljapin a Maxim Gorkij

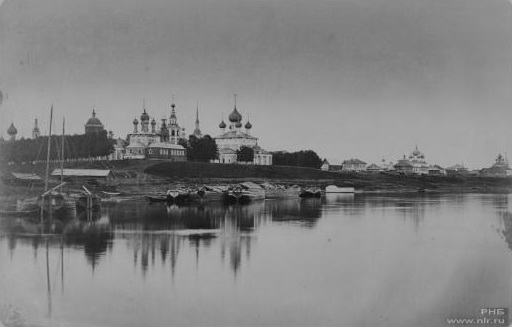
Michail Petrovič Nastjukov: Мěsto Uglič (Jaroslavská gubernie) z alba Scenérie oblastí podél Volhy z Tveru do Kazaně, 1867

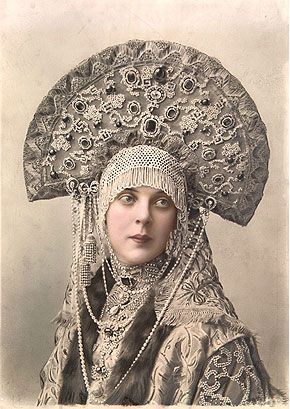
Jelena Lukinična Mrozovskaja: Princezna Olga Orlová na plese 1903

V 80. letech 19. století byl v zemi vydáván první časopis věnovaný fotografii. Myšlenku na jeho vytvoření dostal Pavel Olchin, člen Ruské technické společnosti. Časopis se jmenoval Фотографический вестник (Fotografický věstník) a pojednával o metodách fotografování, zpracování fotografických materiálů, o teorii a praxi ve fotografii a další. Přibližně ve stejnou dobu se v Rusku začal formovat žánr novinářské fotografické reportáže, jehož zakladatelem byl Maxim Dmitriev. Vytvořil sérii fotografií Volžskaja kollekcia s jedinečnými obrazy řeky Volhy, od jejího pramene po ústí. Byl také autorem portrétních fotografií významných ruských osobností jako Fjodor Ivanovič Šaljapin nebo Maxim Gorkij. Využil síly fotografie, která fungovala také jako obrazový dokument bojující za nápravu společenských křivd a kritický postoj ke skutečnosti. První, kdo představili fotografii jako určitou zbraň v boji proti společenským nerovnostem byl v Rusku právě Maxim Dmitrijev. Dmitrijev se zaměřil na zobrazování sociálních motivů, fotografoval hladové, na smrt vyzáblé lidi či dobytek ve stejném stavu, vesnice zachvácené tyfem a cholerou.
Michail Petrovič Nastjukov je známý sérií Scenérie oblastí podél Volhy z Tveru do Kazaně z roku 1867, kterou pořídil pod záštitou careviče Alexandra III. Alexandroviče, a která se stala jednou z nejstarších památek ruské pohlednicové fotografie. V roce 1873 na objednávku Akademie umění pořídil „Fotografické album památek starověkého ruského umění“. V dubnu 1879 fotografoval velkou povodeň v Moskvě. Z významných fotografů u Nastjukova ve fotografickém ateliéru studovali jako učni Andrej Karelin a Maxim Petrovič Dmitrijev.
Andrej Karelin byl malíř a fotograf, který založil žánr umělecké fotografie. Věnoval se portrétní fotografii a fotografii architektury, především v oblasti Nižního Novgorodu. V roce 1869 otevřel v Nižním Novgorodu fotografický ateliér s názvem Fotografie a malba (Фотография и живопись), který se vyznačoval tím, že byl velmi dlouhý. V něm pomocí objektivů s dlouhou ohniskovou vzdáleností portrétoval sedící osoby z velkého odstupu tak, aby nedocházelo k perspektivnímu zkreslení postavy.
William Carrick dokumentoval obrazy ruského života a pořídil průkopnické ruské etnografické snímky, získal podporu velkoknížete Konstantina Nikolajeviče Romanova, který jej v roce 1862 ocenil diamantovým prstenem. V roce 1865 si jej najal Mihály Zichy z Vaszonykeö, aby nasnímal jeho akvarely, ze kterých pak tiskl kopie a prodával je. Carrick uzavřel podobný obchod také s dalšími umělci jako byli: Ivan Kramskoj, Viktor Vasněcov a Nikolaj Ge, po jeho smrti bylo v roce 1879 mnoho z jejich děl publikováno v díle Album ruských umělců. Carrick a MacGregor podnikli řadu expedic na ruský venkov, včetně měsíc dlouhé cesty do Simbirské gubernie v roce 1871. Nahromadil velkou sbírku fotografií zachycující život ruských a mordvinských rolníků.
Umění fotografie se stalo zajímavým také v kruzích ruských vědců a výzkumníků. Například botanik Kliment Timirjazev techniku fotografie dokonale zvládl a v roce 1895 získal stříbrnou medaili na Moskevské fotografické výstavě za své snímky rostlin a přírody.
Zlepšení technické stránky fotografie neustále řešilo mnoho ruských vědců a výzkumníků. V roce 1885 I. Filipenko, důstojník ruské armády, představil fotoaparát a jeho nové zařízení sestávající z fotografické kamery a cestovní laboratoře, upravené tak, aby zvládaly zpracování negativů na světle (Pochodnyj fotografičeskij pribor), které byly tak kompaktní, že se snadno vešly do malého kufru. Ve stejném roce Ministerstvo obchodu a výroby udělilo vynálezci patent č. 6959 ze dne 16. srpna a podrobný popis tohoto zařízení byl umístěn v časopise Fotograf-ljubitěl.
Na konci 80. let 19. století v Rusku se fotoaparát začal používat pro letecké fotografie. Poručík císařské armády, vynálezce a letecký pilot Alexandr Kovaňko fotografoval zemský povrch v oblasti Petrohradu z balónu výšky asi 800 metrů, pořízené fotografie poslal na zem holubí poštou. V roce 1894 začal používat fotografickou kameru N. Janovského, pomocí které bylo možné pořídit řadu monumentálních fotografií, aby se zobrazil pohybující se objekt. Závěrka byla popsána v časopise Fotograf-ljubitěl č. 4 z roku 1896.
Také v Rusku se rozvíjel žánr dvorní fotografie. Levickij a syn: Rafail Levickij byl profesorem umění a uznávaným umělcem, dvorním fotografem nejvíce známým svými portréty rodina cara Mikuláše II. Alexandroviče, posledního císaře Ruska. Jeden z prvních velkých fotografických ateliérů v Rusku byl ten, který vlastnil a provozoval Sergej Lvovič Levickij. Založil jej po svém návratu z Paříže na podzim roku 1849 v Petrohradu s názvem Светопись (Kresba světlem) 22. října 1849. Do devadesátých let bylo studio společným podnikem otce a jeho syna Rafaila Levického. Fotografie z této doby mají na rubu rozlišovací text Levickij a syn (Левицкий и сын). Po smrti svého otce v roce 1898 pokračoval v rodinné tradici portrétního studia syn Rafail, pořídil slavné fotografie cara Mikuláše II a carevny Alexandry a jejich dětí Olgy, Tatiany, Marie a Anastasie a Alexeje Nikolajeviče. Fotografie Romanovců byly tak populární, že si vyžádaly zvláštní reprodukované vydání nakladatelství Bon Marché.
Karl Bulla byl novinářský a portrétní fotograf a „otec ruského fotožurnalismu“. V jeho díle se objevuje pouliční fotografie, ale fotografoval také život rodiny cara. V 90. letech 19. století si založil v Petrohradu fotografickou agenturu a platí za jednoho ze zakladatelů ruské reportážní fotografie. Od roku 1916 Karl Bulla předal své fotografické dílo svým synům Alexandrovi a Viktorovi, a sám se vrátil na estonský ostrov Ösel (dnes Saaremaa).
V roce 1886 získal povolení Ministerstva vnitřních věcí „pro výrobu všech druhů fotografických prací mimo domov, například: na ulicích, domech a na místech v bezprostřední blízkosti Petrohradu“, který mu dovolil celou řadu let vytvářet pohlednice pro produkční tisk Světové poštovní unie. Bulla fotografoval všude a všechno: život rodiny cara i shromáždění protivládní inteligence, osobnosti hvězdného nebe i obyčejné dělníky, paláce i ubytovny pro bezdomovce, ale také exotické scény jako gay párty.
Dmitrij Ivanovič Jermakov byl nejen ruský fotograf, ale také orientalista a etnolog. Je známý především fotografiemi z Kavkazu. Věnoval se fotografii architektury, portrétní fotografii a byl osobním fotografem perského šáha. V roce 1870 během cesty do Persie vytvořil velké množství fotografií národopisného charakteru a byl jmenován Fotografem Jeho Veličenstva perského šáha. Jeho reportážní snímky odrážejí události rusko-turecké války z období 1877–1878. Poté v Tbilisi založil vlastní fotografický podnik. Hodně cestoval, navštívil Írán a zúčastnil se několika archeologických expedic na Kavkaze, při kterých vznikla řada unikátních fotografií. Svými cestami inspiroval Antona Sevrjugina, který se rozhodl vrátit do Persie a sestavit rozsáhlou fotodokumentaci o životě a obyvatelích tohoto státu. Se svým bratrem Koljou odcestoval do íránského Ázerbájdžánu, odkud pokračoval ve své cestě do Kurdistánu a Luristánu. V roce 1883 založil spolu se svými bratry Koljou a Emanuelem fotografické studio v Teheránu.
Dalším dvorním fotografem byl Karl Bergamasko (1830–1896, Petrohrad), italského původu, který byl aktivní v 19. století.
Alfred Konstantinovič Feděckij vytvořil četné portréty významných ruských osobností jako byli například: Ivan Ajvazovskij, Petr Iljič Čajkovskij, Jan Kronštadtský a kromě toho portrétoval členy císařské rodiny Romanovců. Byl osobním fotografem vévodkyně Alexandry Petrovny Oldenburské.
Alexej Sergejevič Mazurin se o fotografii začal zajímat v roce 1870. Vystavoval svá první díla k prodeji a publikoval v časopisech Niva, Živopisnoje obozrenije, Ijustrovana gazeta, Iskra nebo Russkij listok a další. Od roku 1890 se účastnil různých výstav, včetně mezinárodních, přispívajících k rozvoji ruské fotografie. V roce 1894 byl jedním ze zakladatelů Ruské fotografické společnosti a od roku 1899 jejím čestným členem. Byl také při vzniku moskevské umělecké a fotografické společnosti, členem komise prvního kongresu ruských osobností fotografie a fotografické výstavy Ruské fotografické společnosti v Moskvě. Byl odpovídajícím členem Hamburské společnosti milovníků fotografie a honorárním členem Estonské společnosti amatérských fotografů. V roce 1899 byl zvolen čestným členem Francouzské fotografické společnosti.
Do fotografie zasáhly také ženy fotografky. Jednou z nich byla Jelena Lukinična Mrozovskaja, působící v Petrohradu, kde měla ateliér. Mimo jiné portrétovala významné osobnosti své doby, jako jsou například: hudební skladatel Nikolaj Andrejevič Rimskij-Korsakov, balerína Matilda Feliksovna Kšesinskaja, herečka Věra Fjodorovna Komissarževskaja a další spisovatele a herce. Její fotografie interiéru Petrohradské konzervatoře, pořízené začátkem roku 1896, patří mezi nejstarší fotografie konzervatoře a v roce 1897 byla jmenována jejím oficiálním fotografem. Získala bronzovou medaili na Všeobecné umělecké a průmyslové výstavě ve Stockholmu (1897) a stříbrnou medaili na výstavě Universelle (1900) v Paříži a zúčastnila se také mezinárodní soutěže Liège International (1905).
Stanislava Ivanovna Klimaševskaja byla majitelka fotografického obchodu ve městě Astrachaň, nejznámější fotografka v Astrachani na konci 19. a začátku 20. století. Zdědila obchod po svém muži Lavrenci Vikentieviči Klimaševském. Fondy Astrachaňského státního muzea obsahují nejvíce fotografií z jejího ateliéru - přes tři sta padesát kusů a několik alb, ve kterých je mnoho portrétů, zejména mladých, studentů, dětské fotografie, skupin, rodin nebo svateb. Ve studiu byli fotografováni zástupci různých oblastí života, mezi nimiž byla i řada známých osobností: Nikolaj Gavrilovič Černyševskij, biskup Jan Kronštadtský, guvernér I. N. Sokolovskij, obchodníci a bratři I. A. a A. A. Gubinovi, Nariman Narimanov a další. Ateliér provedl také komplexní fotografie zahrnující velké množství lidí. Fotografka C. A. Klimaševskaja byla jediná dvorní fotografka „Dvoru Jeho Veličenstva Šáha perského“ v Astrachani. Nosit tak vysokou hodnost byla velká čest a odpovědnost. Celkem působili fotografové Lavrentije Vikentjeviče a Stanislavy Ivanovny Klimaševské čtyřicet tři let.
Vasilij Sergejevič Dosekin působil převážně v Charkově v letech 1850–1900. Pořídil značné množství portrétních fotografií slavných lidí Ruské říše – od Petra Čajkovského až po členy císařské rodiny. Pracoval na sérii fotografií s pohledy na Charkov od konce 50. let 20. století do počátku 60. let. Fotografie ze série jsou světle hnědé barvy, velikosti 5,5 × 8 centimetrů a jsou umístěny na pevném kartonovém podkladu. Fotografie v sérii mají velkou hloubku ostrosti.
Konstantin Nikolajevič de Lazari se začal zabývat fotografováním v roce 1892. V roce 1897 věnoval stovky svých děl do muzea antropologie a etnografie Kunstkamera z cest kočovného života Kazachů a Kyrgyzů. Hodně cestoval. Jeho fotografie pocházejí z Ruska, Itálie, Švýcarska, Holandska a dalších zemí.
Alexandr Roinašvili byl první gruzínský fotograf. Je známý svými fotografiemi kavkazských krajin a portrétů gruzínských intelektuálů své doby.
Fridrich Ludvig Germanovič Šrader byl petrohradský fotograf, „otec ruského portrétu v umělém osvětlení“, majitel společnosti A. Renz a F. Šrader (H. Rentz a F. Schrader). Fotografii studoval v Německu a Francii, od devadesátých let 19. století provozoval ateliér v centru Petrohradu. Od roku 1901 dostal Friedrich příležitost na vlastních výrobcích umísťovat Státní znak Ruské říše, protože trvalé členství v Ruské císařské technické společnosti, které získal, toto privilegium automaticky umožnilo. Obchod byl populární mezi všemi společenskými třídami hlavního města, vyznačoval se stálou kvalitou fotografií a vkusem v jejich designu. Na prestižních výstavách fotografií získával ceny a ocenění. V roce 1917 byla společnost „A. Renz a F. Šrader“ znárodněna bolševiky a změnila název. Šrader portrétoval státníky, důstojníky, spisovatele, novináře, umělce, operní zpěváky, herce, baletní tanečnice, skladatele nebo hudebníky.

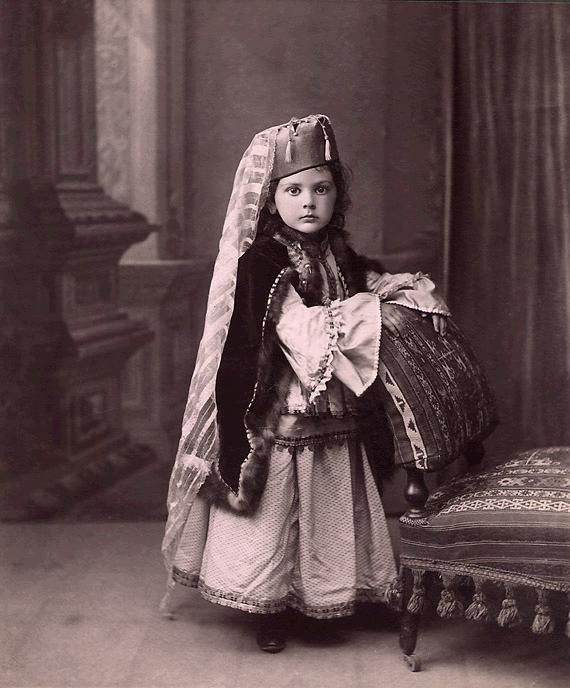
Dmitrij Ivanovič Jermakov: Princezna Lazarev v tureckém kostýmu
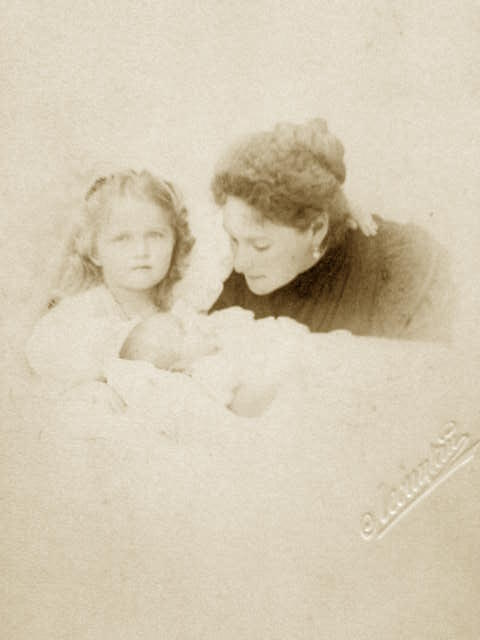
Rafail Levickij: Carevna Alexandra s Olgou a Marií, 1899, sbírka Di Rocco Wieler Private Collection, Toronto, Kanada
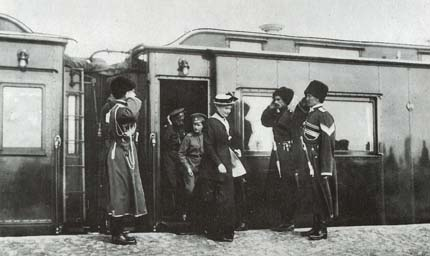
Karl Bulla: Císařovna Alix Hesensko-Darmstadtská, carevič Alexej, Mikuláš II. Alexandrovič vystupují z auta při příjezdu do vojenského tábora, květen 1916
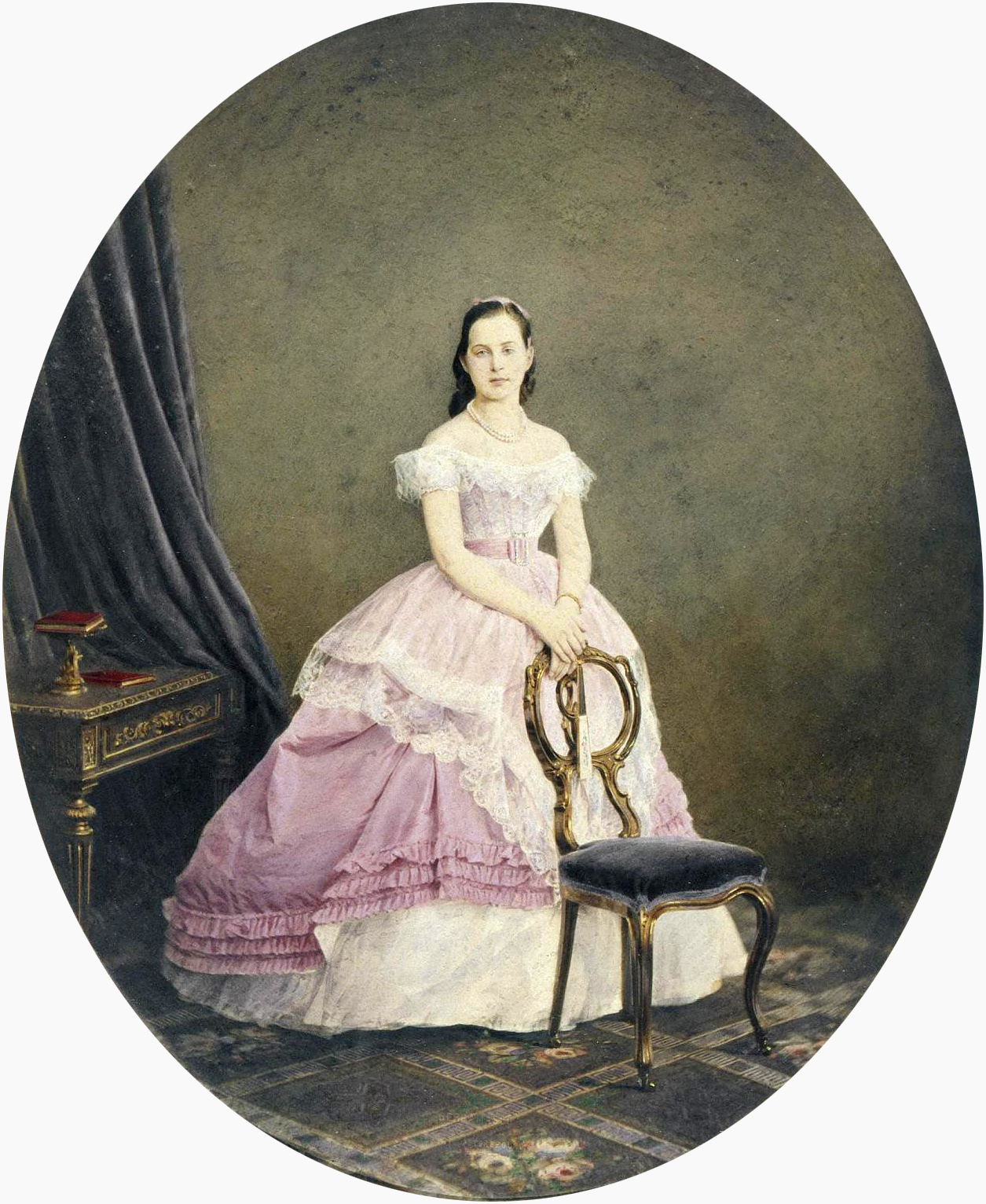
Karl Bergamasko: Portrét velkokněžny Olgy Konstantinovny, 1867
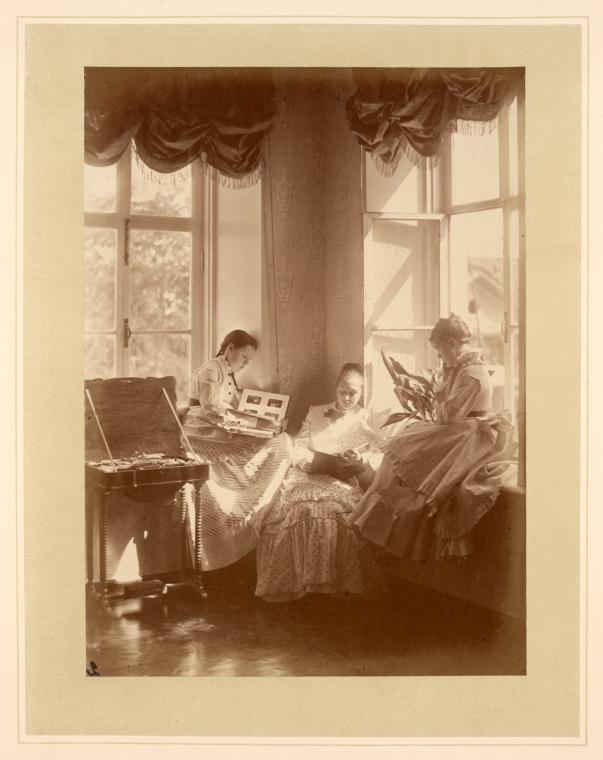
Andrej Karelin: Tři dívky s fotografickými alby
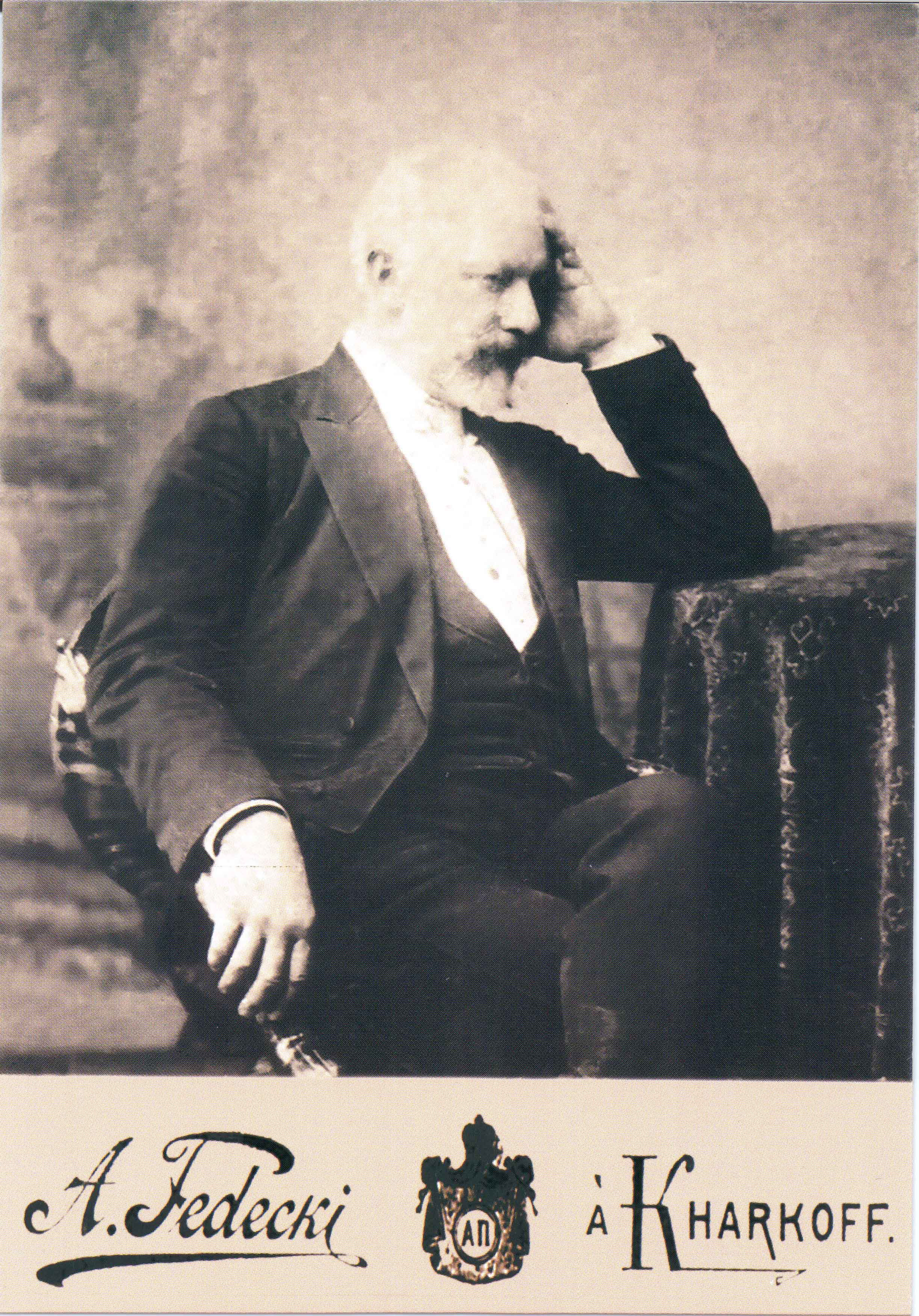
Alfred Konstantinovič Feděckij: Skladatel Petr Iljič Čajkovskij, 1893
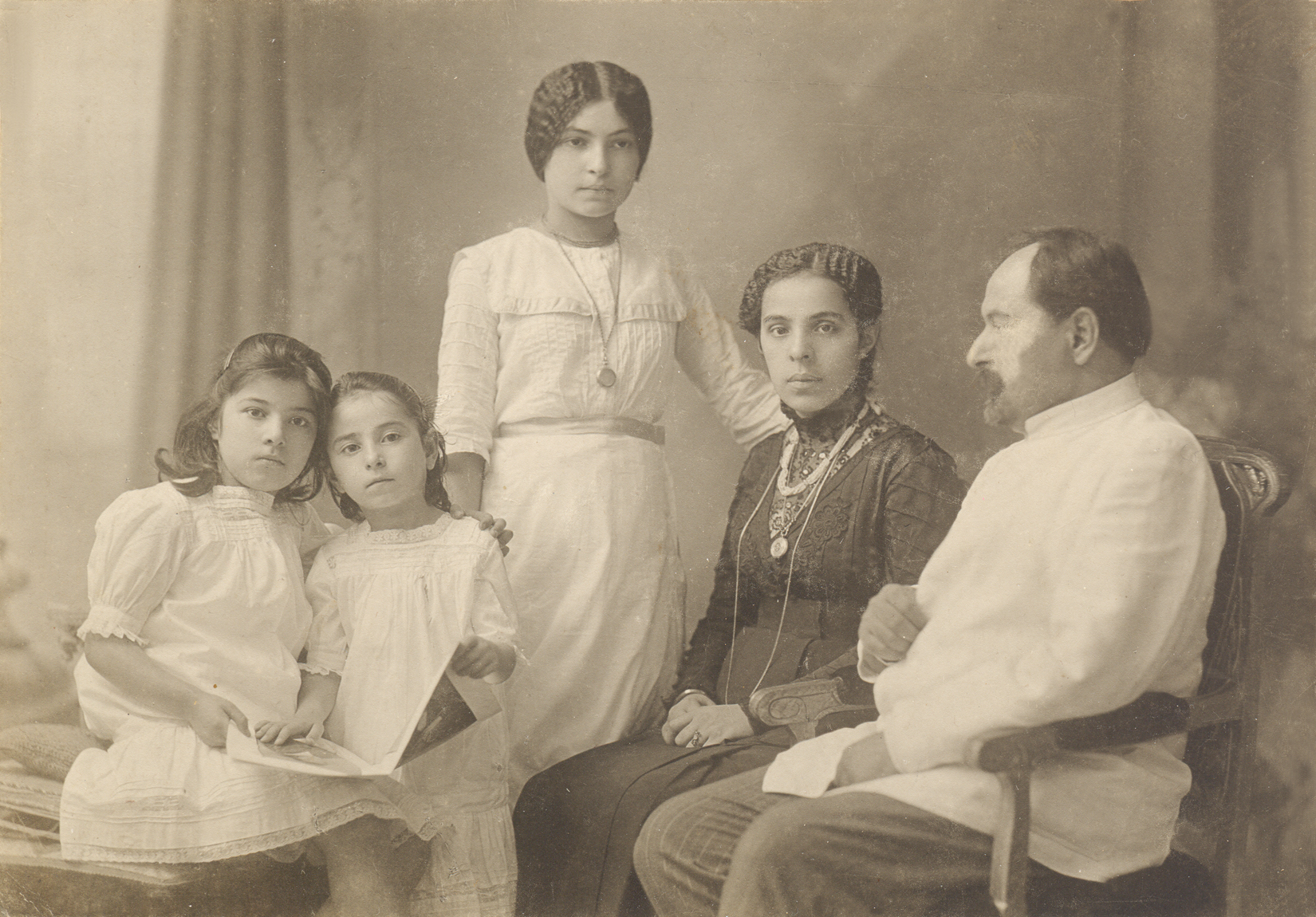
Stanislava Ivanovna Klimaševskaja: Narimanov se svými neteřemi
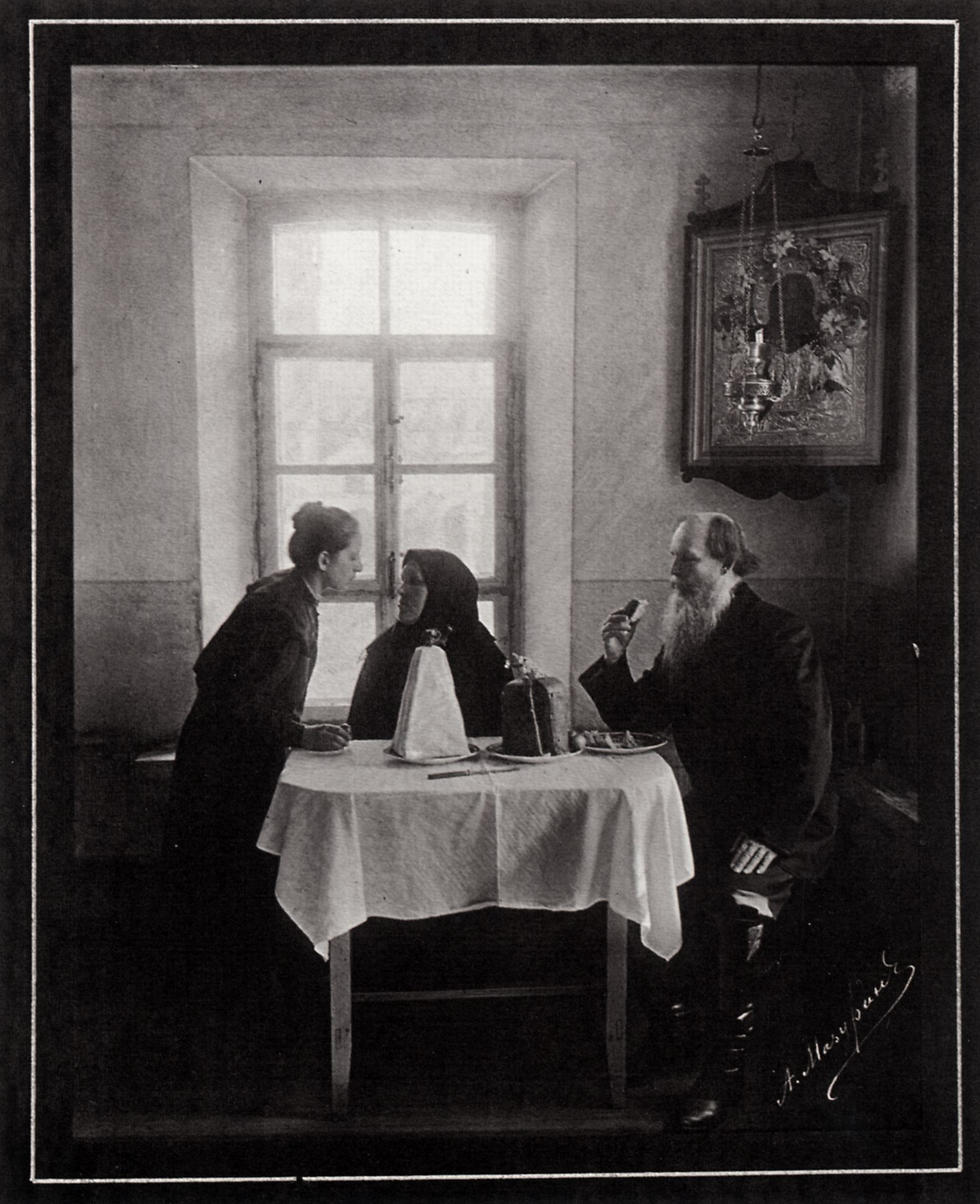
Alexej Sergejevič Mazurin: Velikonoce, asi 1900
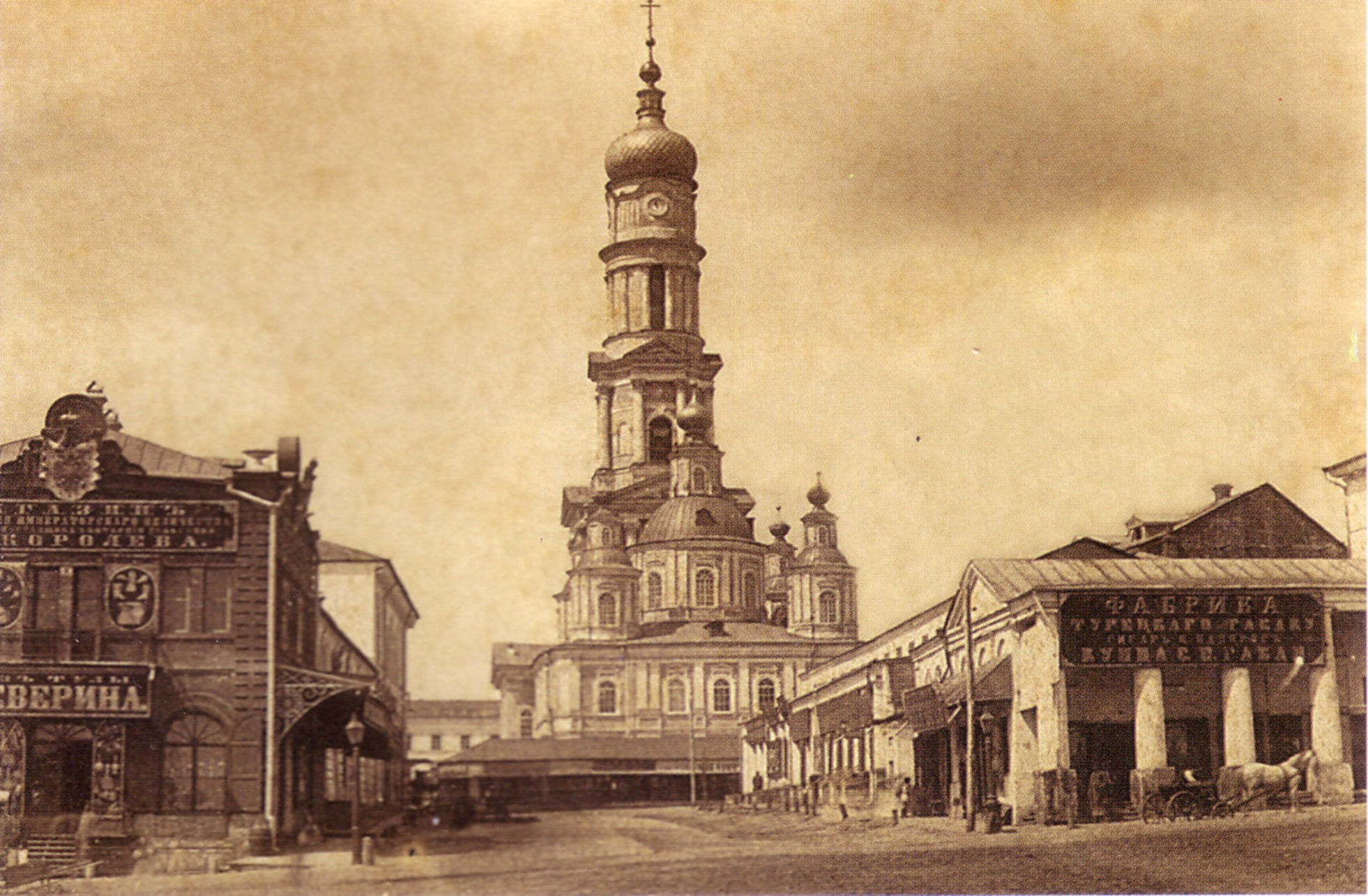
Vasilij Sergejevič Dosekin: Katedrála Nanebevzetí z Moskevské ulice, Charkov, 1860–1870
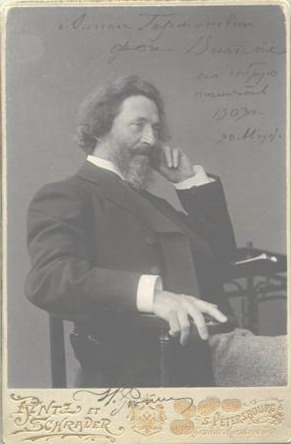
Fridrich Ludvig Germanovič Šrader: Ilja Repin, ruský umělec
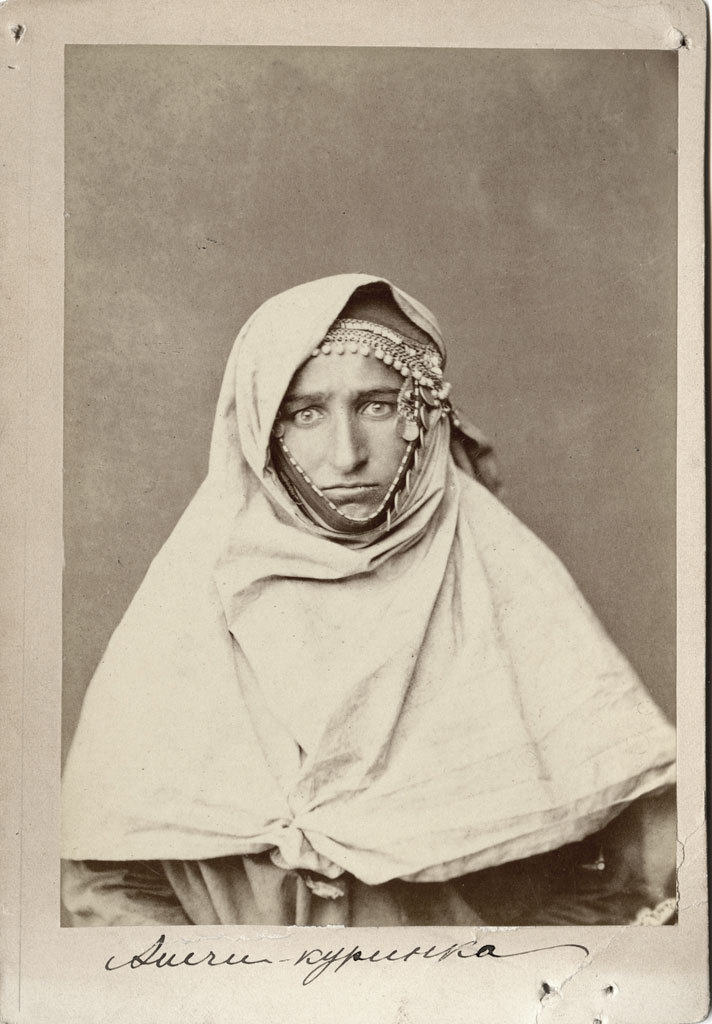
Alexandr Roinašvili: Dagestánka v hidžábu

### Sovětská fotografie do poloviny 50. let 20. století

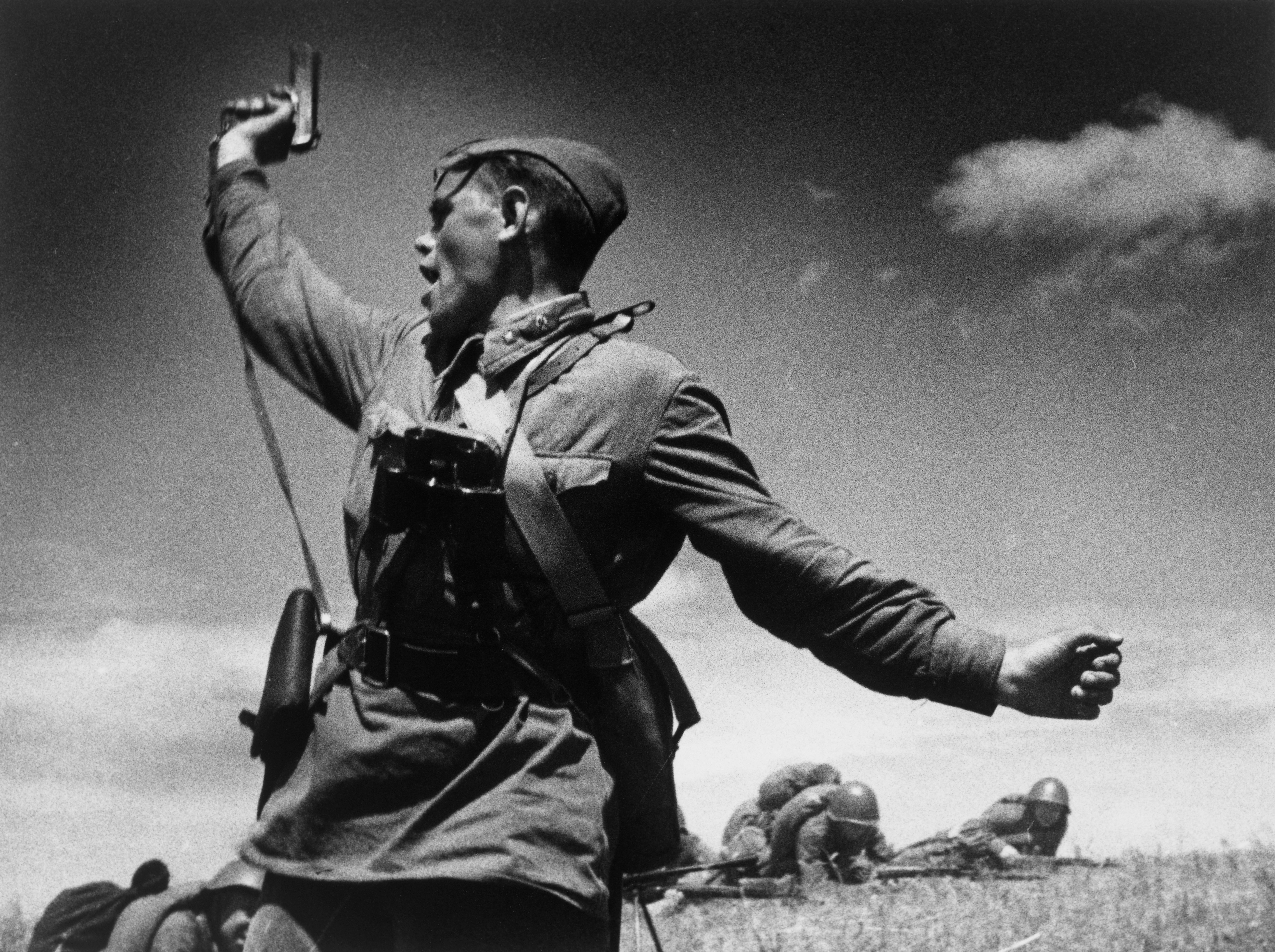
Max Alpert: Kombat, symbol Velké vlastenecké války, velitel praporu A. Jeremenko vede své vojáky do útoku, 12. června 1942, archiv RIA Novosti

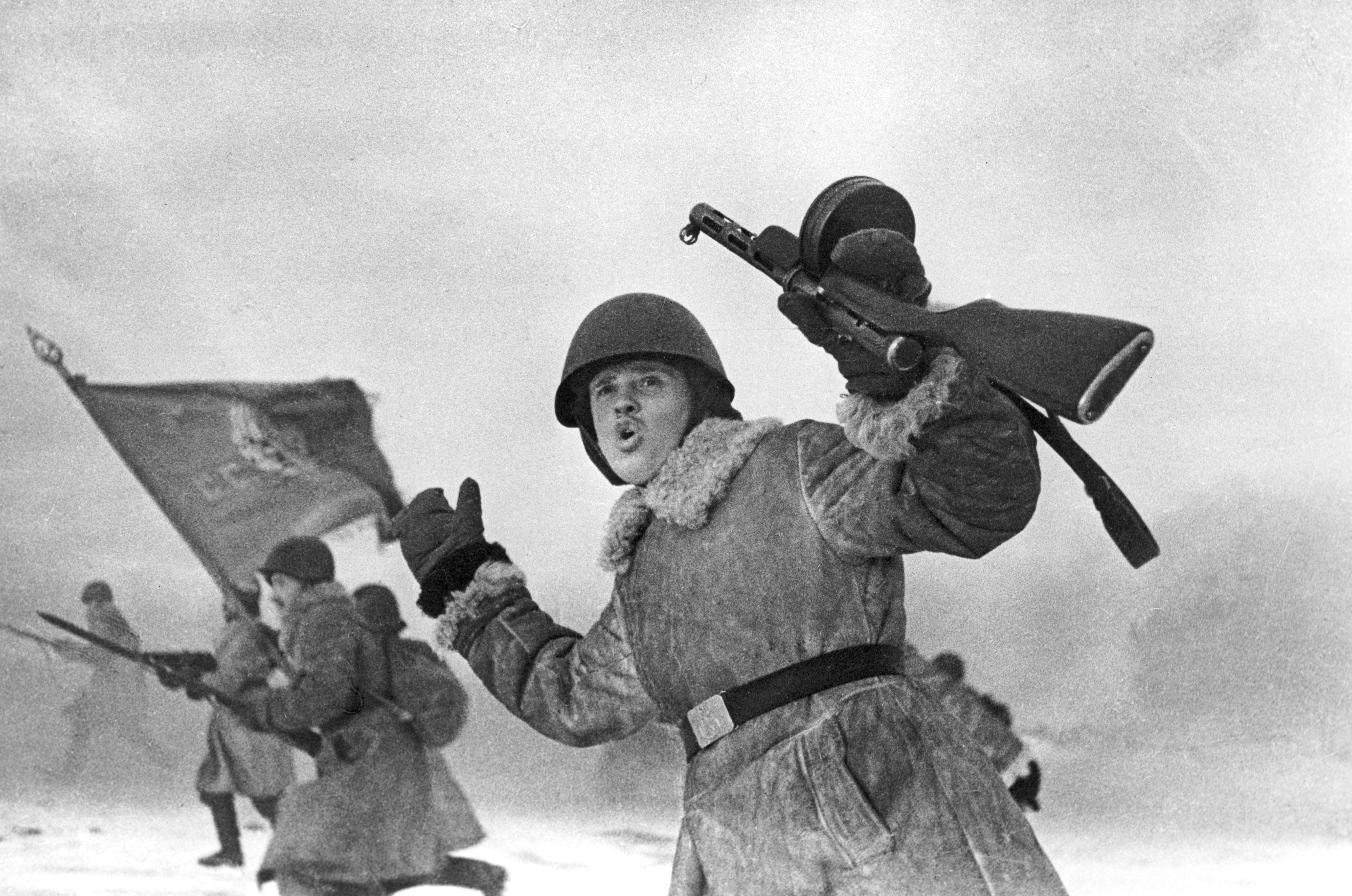
Vsevolod Sergejevič Tarasevič: Obránci Leningradu postupují vpřed, leden 1943

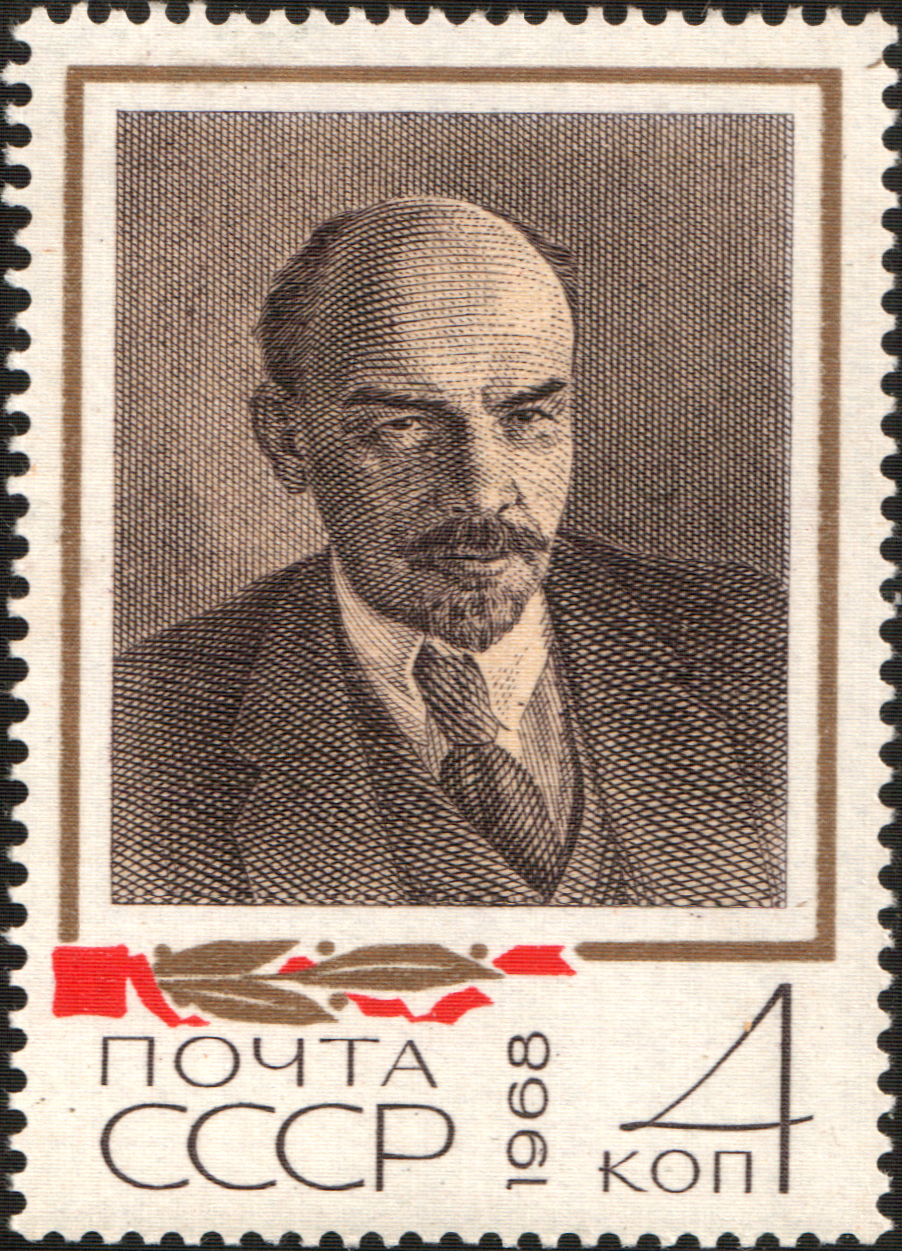
Moisej Salomonovič Nappelbaum: Poštovní známka s Leninem, 1918

Jedním z hlavních důvodů vzniku a založení sovětského fotoprůmyslu byla nepochybně skutečnost, že po říjnové revoluci se fotografie v zemi stala mocným prostředkem komunistické propagandy sovětského způsobu života a výchovy. Začaly se vyrábět také domácí fotoaparáty ve velkém počtu, které byly v té době schopny poskytovat poměrně vysokou kvalitu snímků. Ale i přes přechod fotografie k hromadnému použití její umělecká složka během revoluce značně utrpěla. Vzhledem k tomu, že nastal čas pro úplnou izolaci od uměleckého života jiných zemí, prošla ruská fotografie obtížnými časy. Již existující trendy a módy ve fotografickém umění byly zcela zničeny, na prvním místě byl žánr zpravodajství socialistického zpravodajství, který měl sloužit totalitnímu režimu. Populární byly fotografie velkých stavebních projektů a průmyslových podniků, sovětských vůdců, pracovníků v továrnách a podobně. Ruská fotografie tak byla zcela nasycena sovětskou propagandou a neustále přezkoumávala okolní sociální situaci. Fotoprůmysl byl z velké části pracovní povahy. Tato situace se však začala měnit s příchodem druhé světové války, začal se aktivní rozvoj dokumentární fotografie. Mezi uznávané mistry sovětské fotografie patří Boris Ignatovič, Vasilij Egorov nebo Alexandr Rodčenko.
Pavel Semjonovič Žukov pořídil portréty mnoha umělců, včetně Antona Čechova nebo Čajkovského. Po říjnové revoluci v roce 1917 začal Žukov portrétovat politiky. Fotografoval Lenina, který sedícího na židli. Ve 30. letech pracoval Pavel Žukov jako fotografický reportér.
Max Alpert se společně s fotografy jako byli Arkadij Šajchet, Alexandr Rodčenko, Boris Ignatovič, Georgij Petrusov nebo Ivan Šagin se stal nástrojem programové, centrálně řízené a didakticky zaměřené propagandy.
Sergej Borisov byl známý svou sérií krajinářských fotografií z pohoří Altaj z období 1907–1914. V období mezi lety 1907 a 1914 pořídil velké množství fotografií během expedice na Altaj. V roce 1910 odešel do horských oblastí Altaje, kde navštívil i ty nejvzdálenější oblasti a exponoval přes 1500 fotografií, z nichž bylo více než 100 vybráno jako pohlednice, které zobrazovaly povahu a život obyvatel v Altaji včetně portrétů tamějších obyvatel. Z nich bylo více než 50 barevných a černobílých fotografií distribuováno stockholmskou společností Granberga do Evropy, kde pak byly expedovány různými vydavateli ve velkých vydáních.
Petr Ivanovič Šumov se specializoval hlavně na portréty, za zmínku stojí zejména 295 fotografií francouzského sochaře Augusta Rodina, jehož byl hlavním fotografem. Vytvořil řadu portrétů celebrit své doby, mezi které patří kromě Rodina také: Anatole France, Henri de Régnier, Claude Monet, Gabriel Fauré, Albert Dieudonne, Fernand Léger, Antoine Bourdelle, Albert Gleizes, Léon Blum, Joseph Kessel, Albert Einstein, Edmond Pilon, Georges Pitoëff, Alexandr Fjodorovič Kerenskij, Anna Pavlova, Marina Tsvetaïeva, Marc Chagall, Vladimir Vladimirovič Majakovskij, Léon Bakst, Igor Fjodorovič Stravinskij, Serge Prokofiev a další.
Moisej Salomonovič Nappelbaum v roce 1888 odešel z Minsku a cestoval po Rusku a dalších zemí. Navštívil Smolensk, Moskvu, Varšavu nebo Vilnius. Navštívil Ameriku a pracoval v New Yorku, Philadelphii a Pittsburghu. V roce 1895 se vrátil do Minsku a otevřel vlastní ateliér portrétní fotografie.
V roce 1910 se přestěhoval do Petrohradu a spolupracoval s časopisem Солнце России (Ruské slunce). V lednu 1918 pořídil vynikající portrét Lenina - jeden z nejlepších z portrétů tohoto vůdce. V témže roce portrétoval řadu lidí z Leninova okruhu. Mezi nimi například Felixe Džeržinského, Václava Václavoviče Vorovského Anatolije Lunačarského a další. Ve dvacátých a třicátých letech portrétoval slavné osobnosti Ruska: umělce, spisovatele, výtvarníky a vědce. Základem jeho práce bylo kladení zvláštního důrazu na práci se světlem, které umožňovalo vytvářet strohý a zároveň jasný a pravdivý obraz o portrétovaném. Nappelbaum byl mistrem kompozice a jemných nuancí. I když jeho portréty vypadají zdánlivě jednoduše, obsahují vnitřní drama, typické pro ruské umělecké tradice. Umně kombinoval ve svých dílech prvky formalismu a dokumentu. Přes zjevnou lhostejnost k politice, v roce 1918 Nappelbaum opět portrétoval Lenina a později také Stalina. V roce 1938, po podepsání smlouvy s předsednictvem Akademie věd SSSR, nasnímal slavné série portrétů členů Akademie.
Jakov Vladimirovič Štejnberg byl ruský fotograf, mistr reportážní a portrétní fotografie a učitel. Autor fotografií z první světové války, únorových a říjnových revolucí z roku 1917 a portrétů významných osobností umění a politiky.V roce 1913 ho přijali do redakce Solnce Rossijii. Byl reportérem prvních ilustrovaných časopisů Plamja a Junyji Proletari. Štejnberg byl známý jako „fotograf Petrohradu“.
Roman Vishniac byl rusko‑americký fotograf známý svými obrazy kultury Židů ve střední a východní Evropě a holokaustu. Byl všestranný fotograf, zkušený biolog, sběratel a učitel dějin umění. Učinil významný vědecký přínos v mikrofotografii a technice časosběrné fotografie, kterým se věnoval po celý život. Zajímal se o historii, měl silné spojení se svými židovskými kořeny a byl sionistou.

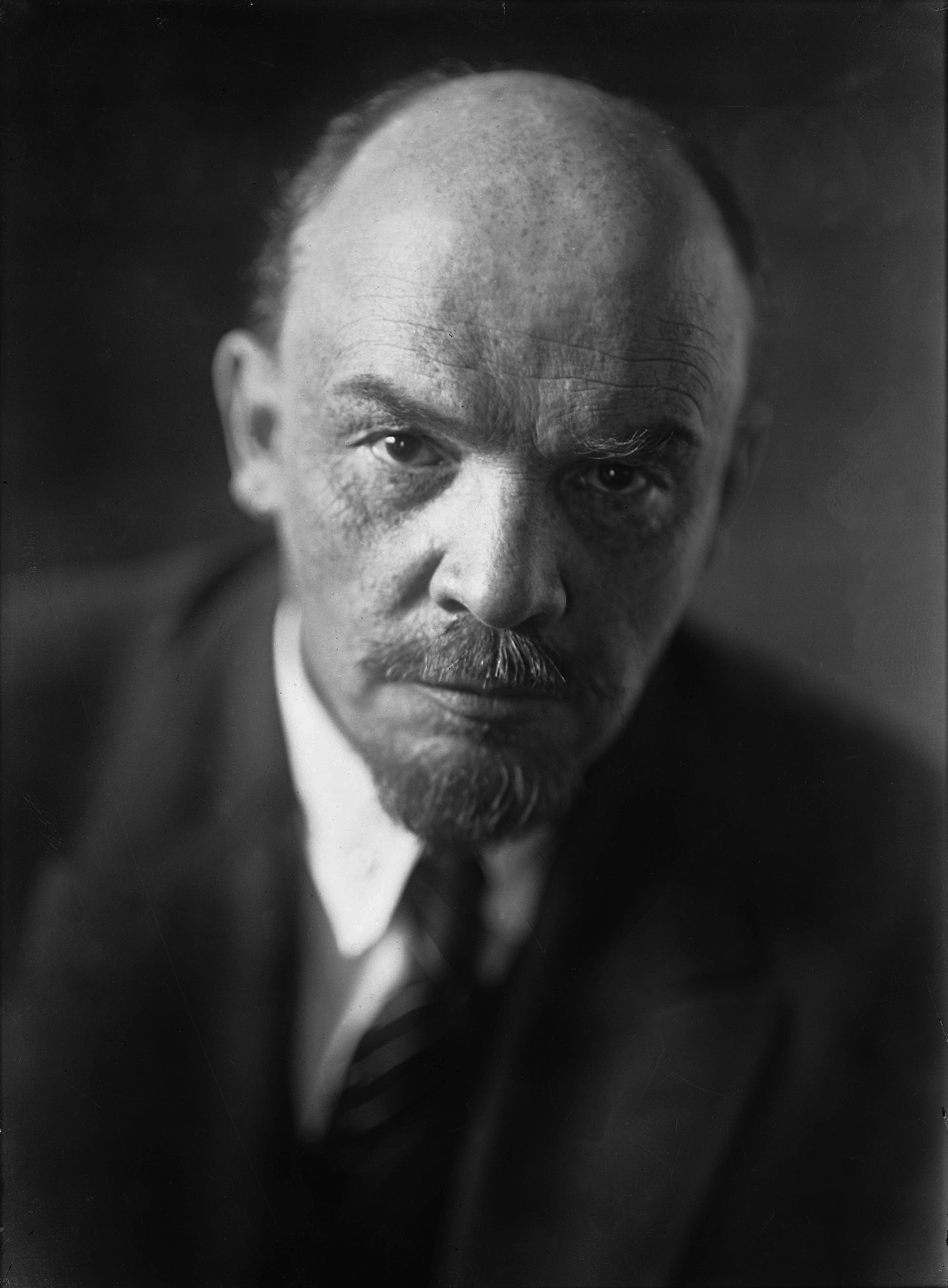
Pavel Semjonovič Žukov: Vladimir Iljič Lenin, 1920
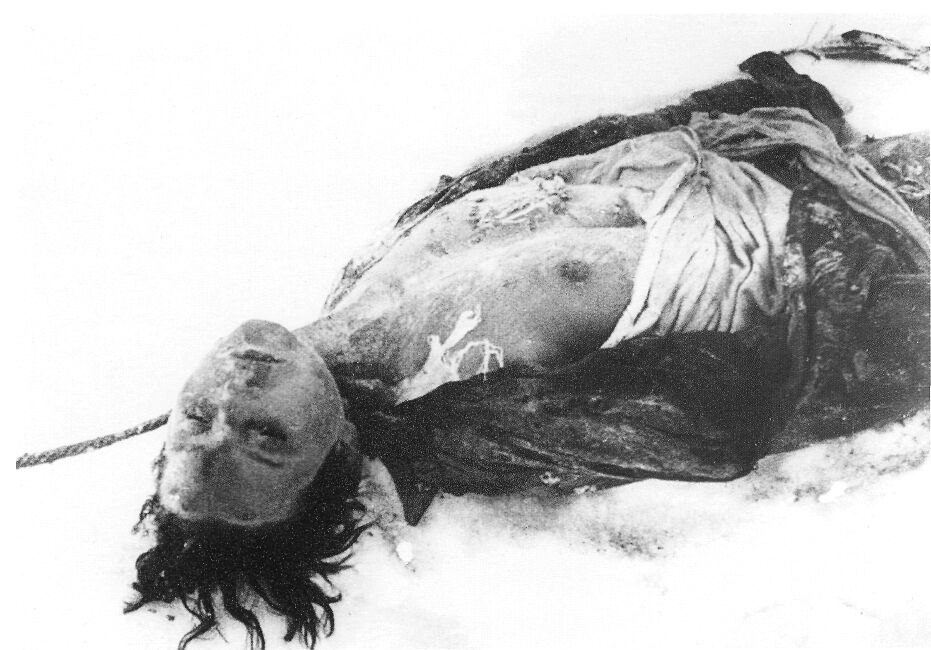
Sergej Nikolajevič Strunnikov: Partyzánka Zoja Kosmoděmjanská měla za války v Rusku velký ohlas a stala se předmětem masivní propagandy, srpen 1941
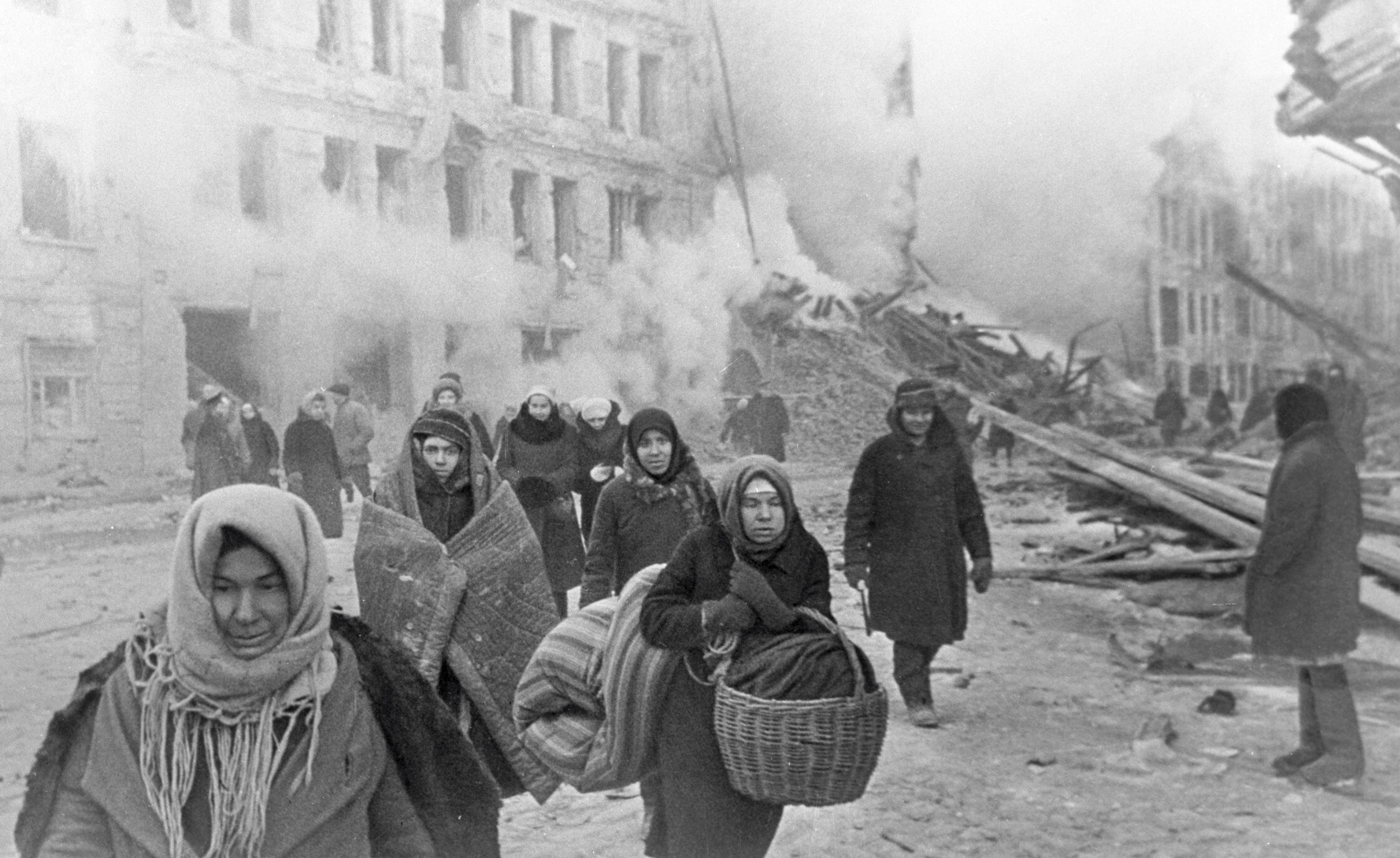
Boris Kudojarov: Po bombardování Leningradu, 10. prosince 1942
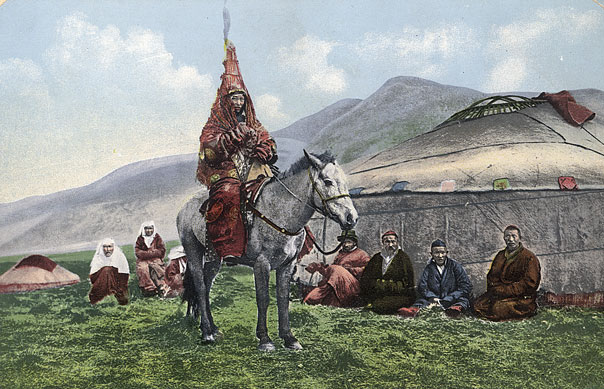
Sergej Borisov: Kazašská žena ve svatebním šatu na koni, asi 1911–1914
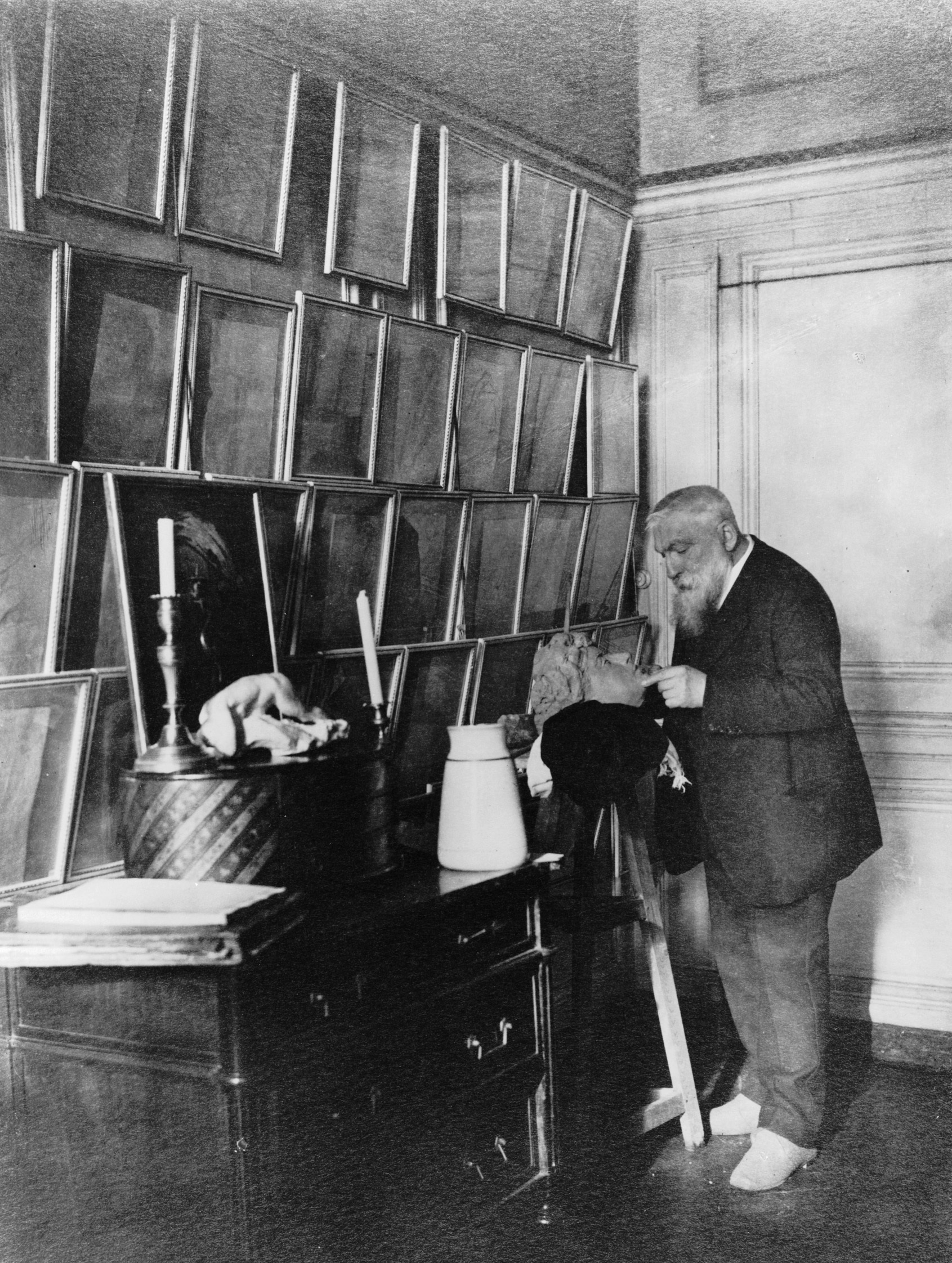
Petr Ivanovič Šumov: Auguste Rodin, 1910
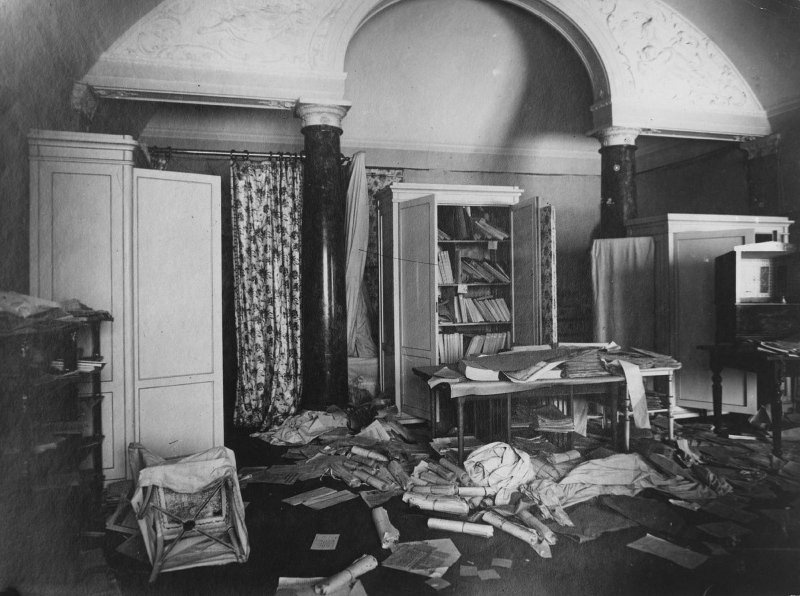
Jakov Vladimirovič Štejnberg:Pokoj v zimním paláci po útoku, 8. listopadu (26. října) 1917

### Sovětská fotografie od poloviny 50. let 20. století
S nástupem Chruščovovského tání začaly po celé zemi vznikat fotokluby a rozvíjelo se amatérské hnutí. V Leningradu byl v roce 1953 otevřen první fotoklub SSSR Vybogskogo DC, na konci sedmdesátých let – fotografický klub Zerkalo (Zrcadlo); od 70. let začali tvořit mistr pouliční fotografie a zátiší Boris Smělov, abstraktní umělec Valentin Samarin, Leonid Bogdanov, Nikolaj Matrenin, Alexandr Kitajev, Vladimir Antoščenkov, v žánru fotografie aktu - Gennadij Prichodko, dokumentarista ruského rocku Andrej (Willy) Usov. Anatolij Boldin fotografoval v Moskvě od konce padesátých let, další členové fotografického klubu Novator pracují; Estetiku barevné dokumentární fotografie od 70. let vyvíjel Georgij Pinchasov. Vjačeslav Tarnoveckij, Boris Saveljev, Sergej Lopatjuk, přistěhovalci z ukrajinské Černovice, spolu s Moskvanem Alexandrem Sljusarevem tvořil „Skupinu Čtyř“, jejich díla jsou nejčastěji komponovány do čtverce. Fotokluby vznikaly po celé zemi, fotoklub Volga v Nižním Novgorodu (J. Špagin, S. Javorskij, R. Penov), „Racurs“ a „Tair“ v Čeboksarech a Joškar-Ola (Sergej Čilikov, Michail Ladejščikov, E. Lichošerst), fotogalerie Zaporožský fotoklub (V. Filonov), fotokluby "Murmansk", "Magadan" (V. Šumkov, S. Burasovskij, O. Paršin), Perm (V. Čuvyzgalov, V. Borozdin), „Tasma“ v Kazani (Ljalja Kuzněcovová, F. Gubajev, V. Zotov), „Triva“ v Novokuzněcku (V. Sokolajev, V. Vorobjev, A. Trofimov).
Anatolij Erin a Georgij Kolosov, členové fotografického klubu Novator, pokračovali v tradici ruského piktorialismu.
Největšími mistry v oblasti oficiální fotožurnalistiky byli Vladimír Lagranž, Viktor Vasiljevič Achlomov a mistr sportovní fotografie Lev Borodulin.
V 80. letech se konceptualismus stal pozoruhodným trendem v neoficiální sovětské fotografii. Fotografie byla různými způsoby kombinována s texty v dílech Vladimíra Kuprijanova („Pamjati Puškina“, 1984; „Не отвержи мене от лица твоего…“, 1990), členů moskevské skupiny Непосредственная фотография (Přímá fotografie) Boris Michajlov, Ilja Piganov, Igor Muchin a další. Další člen této skupiny, Sergej Leontjev, natočil seriál „Опыты жесткой фотографии“ (Těžké fotografické zkušenosti, 1988).

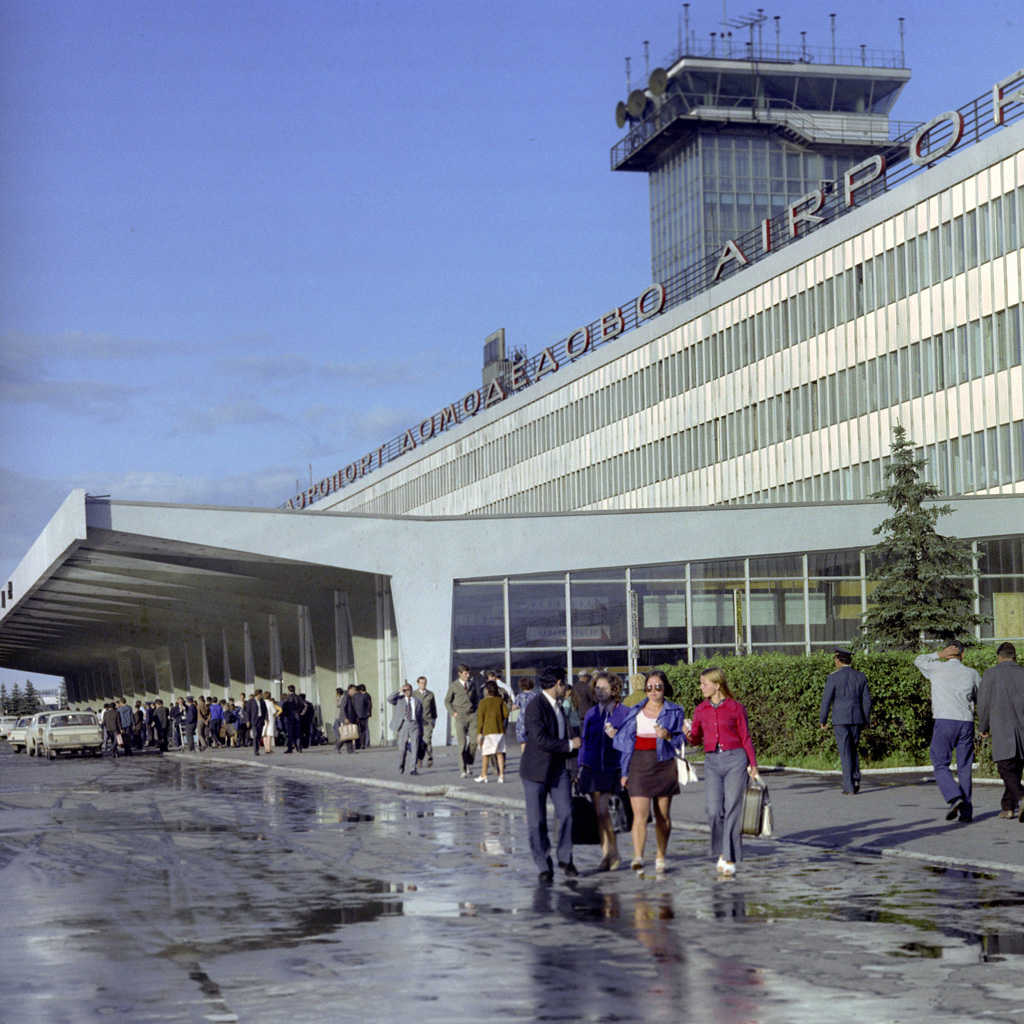
Galina Kmit: Letiště Moskva-Domodědovo, budova terminálu pro cestující, 1974

### Postsovětská fotografie

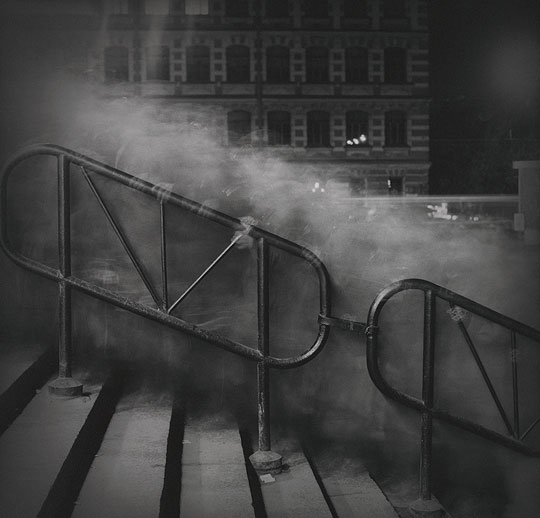
Alexej Titarenko: Petrohrad, z cyklu Město stínů, 1992

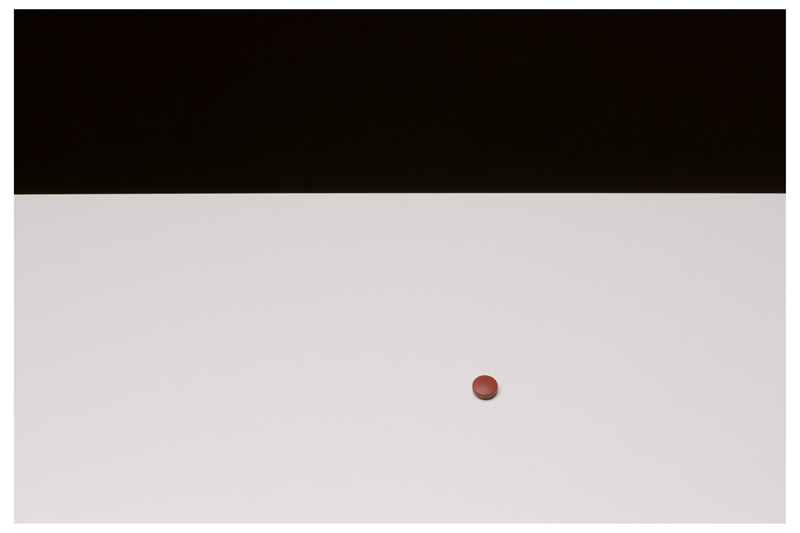
Vadim Guščin: Tabletky 3, 2011

Se začátkem perestrojky začala být široce publikována undergroundová fotografie, byly smazány hranice mezi ní a oficiální fotožurnalistikou, která zčásti řešila dříve zakázaná témata.
V Petrohradě se vyvíjely různé žánry a směry fotografie. Od poloviny 80. let pracuje necrorealista Jevgenij Jufit. Jevgenij Mochorev, jehož modely jsou často polonazí teenagery, fotografuje od konce 80. let. Aleksej Titarenko, který pracuje od konce sedmdesátých let na cyklu Gorod těněj (Město stínů) (1991–1994) a Černobílá magie Petrohradu (1995–1997) přichází do stylu, který kombinuje pouliční fotografii s takovými uměleckými technikami, jako je dlouhý čas závěrky a pohyb fotoaparátu.
Od konce 80. let vytváří Andrej Čežin „postmodernistický prostor“ v mnoha sériích, jak nazval jednu ze svých knih: využívá často nejen klasické vícenásobné expozice, ale také tvoří narážky na klasické obrazy a fotografie (cyklus Spoušť a modernismus), při tisku transformuje amatérské negativy. Jeho vrstevník Nikolaj Kulebjakin je naopak zastáncem tzv. „čisté fotografie“, provádí všechny manipulace před stisknutím spouště: jedná se o důkladnou konstrukci zátiší („Pomalá série“) a dodatečného světla („Kaple“) a vlastní projekci nebo vypůjčené snímky na fotografovaném objektu („Portréty“, „Krajiny Li Bo“, „Stručná historie umění“) a vícenásobné expozice („Okna“, kde jsou na každém obrázku kombinovány světlo a tma).
Společnou strategií pro postmoderní fotografii se stává přivlastnění. Už v sedmdesátých letech Boris Michajlov v sérii Luriki ručně maloval nalezené amatérské obrázky a dával jim nový význam. Příkladem čistého přivlastnění je „Aliens Photos“ (1987) od Alexeje Šulgina. Amatérské negativy často používá Andrej Češčin.
Od 90. let Vladislav Efimov vytváří a fotografuje zvláštní umělecké předměty. Vadim Guščin aktivně fotografuje od roku 1989 a v roce 2010 pořizuje minimalistická zátiší a znovu vytváří suprematismus v barevné fotografii.
Zástupci současného umění ve svých dílech často používají fotografii. Díla založená na fotografii tak od 80. let 20. století vytvářeli Ilja Piganov, Michail Ladejščikov, umělecká skupina AES + F a další.
Fotoreportér Sergej Maksimišin se zabývá reportážní fotografií od počátku 21. století. Ukrajinská motocyklistka a fotografka Jelena Filatova získala na internetu popularitu díky eseji z vymyšlené sólové jízdy na motocyklu přes černobylskou uzavřenou zónu. Pořídila velké množství fotografií černobylských staveb, chat, rezavějících a nikdy nepoužitých zábavních zařízení a kolotočů, interiérů starých škol a domovů, plynových, policejních a vládních stanic a také lidí, kteří by se měli do této oblasti vrátit. Oxana Jad se specializuje na psychologické portréty a malebné krajiny. Žije a pracuje v Německu a Španělsku. Těžiště její práce je rozvíjení intermediální umělecké tvorby, ve které se zabývá tématem tělo-obraz-identita. Zajímá se o lidskou psychiku ve smyslu filosofie, náboženství a mytologie, zkoumá tělo a jeho sociálních kódy v rámci etnického, historického a umělecko-historického kontextu; mezilidské působení a myšlenky lidského těla vzhledem k pokročilému vědeckému výzkumu a objevům. Dmitrij Borisovič Rezvan je zakladatel Světové společnosti mobilografie.
V tradici umělecké dokumentární fotografie pokračuje Valerij Vjačeslavovič Nistratov a snaží se dokumentovat vojenské konflikty v bývalém Sovětském svazu. Věnoval se dokumentování každodenního života v ruských provinciích v bývalém Sovětském svazu a dalších zemích. Hlavními tématy jeho fotografických cyklů jsou psychologické studie jedince, například fotografie dětí v problémových rodinách v Moskvě, vztah k životnímu prostředí a lidské chování ve společnosti. Jedním z jeho cyklů byla pouť kolem řeky Volhy (od pramene k ústí), kde dokumentoval každodenní život rolníků na venkově a lidí ve městech v Povolží. Během tohoto období věnoval zvláštní pozornost na téma moderního pohanství, což se odrazilo v sérii fotografií zázračně zachovalých rituálů ve vesnicích poblíž města Nižnij Novgorod a v Marijsku. Vydává knihy a inspiruje k natáčení dokumentů. Na počátku 21. století odcestoval fotografovat do Afghánistánu, vznikla kniha o ženách po pádu Talibanu. Pracuje také na sérii snímků ruské krajiny, ovlivněnou člověkem.
Portrétista Alexej Nikišin je držitelem celé řady národních cen i mezinárodních ocenění. Je autorem rozsáhlého fotografického projektu V roli sebja - cyklu několika výstav psychologických portrétů známých ruských rockových hudebníků, divadelních, filmových a televizních herců a lidí ze showbyznysu.

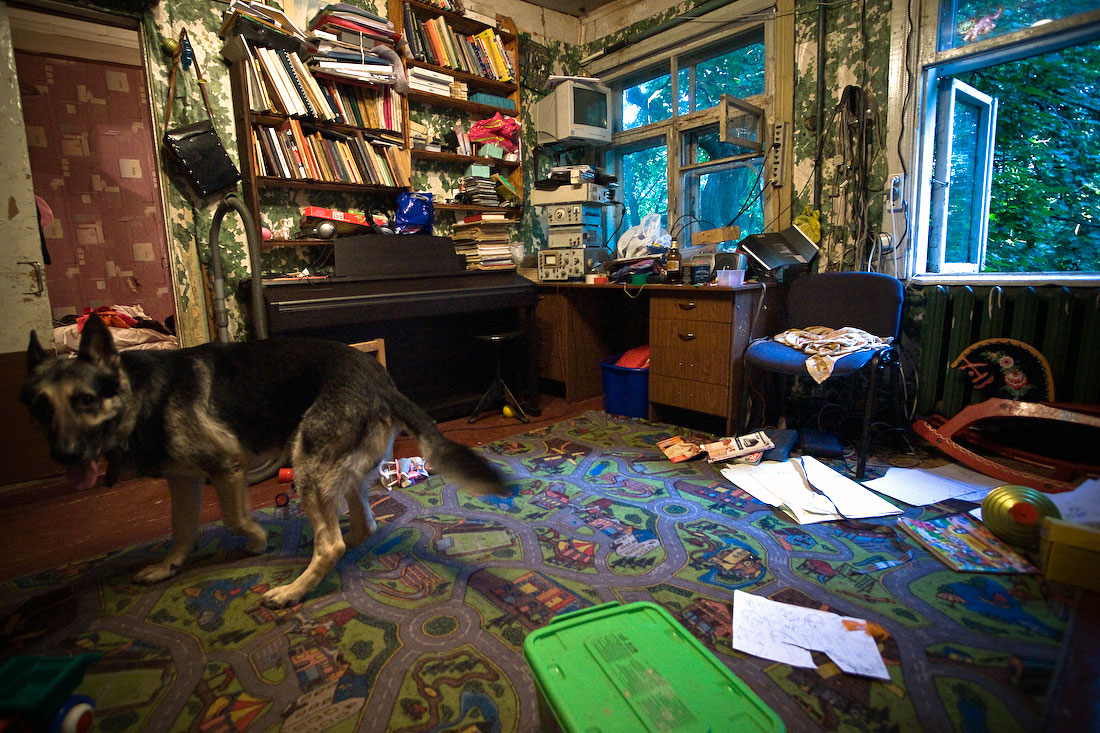
Rustem Adagamov: Dača Muromceva, 1965–2010, Pátá radiální ul., č.p. 3, Moskva
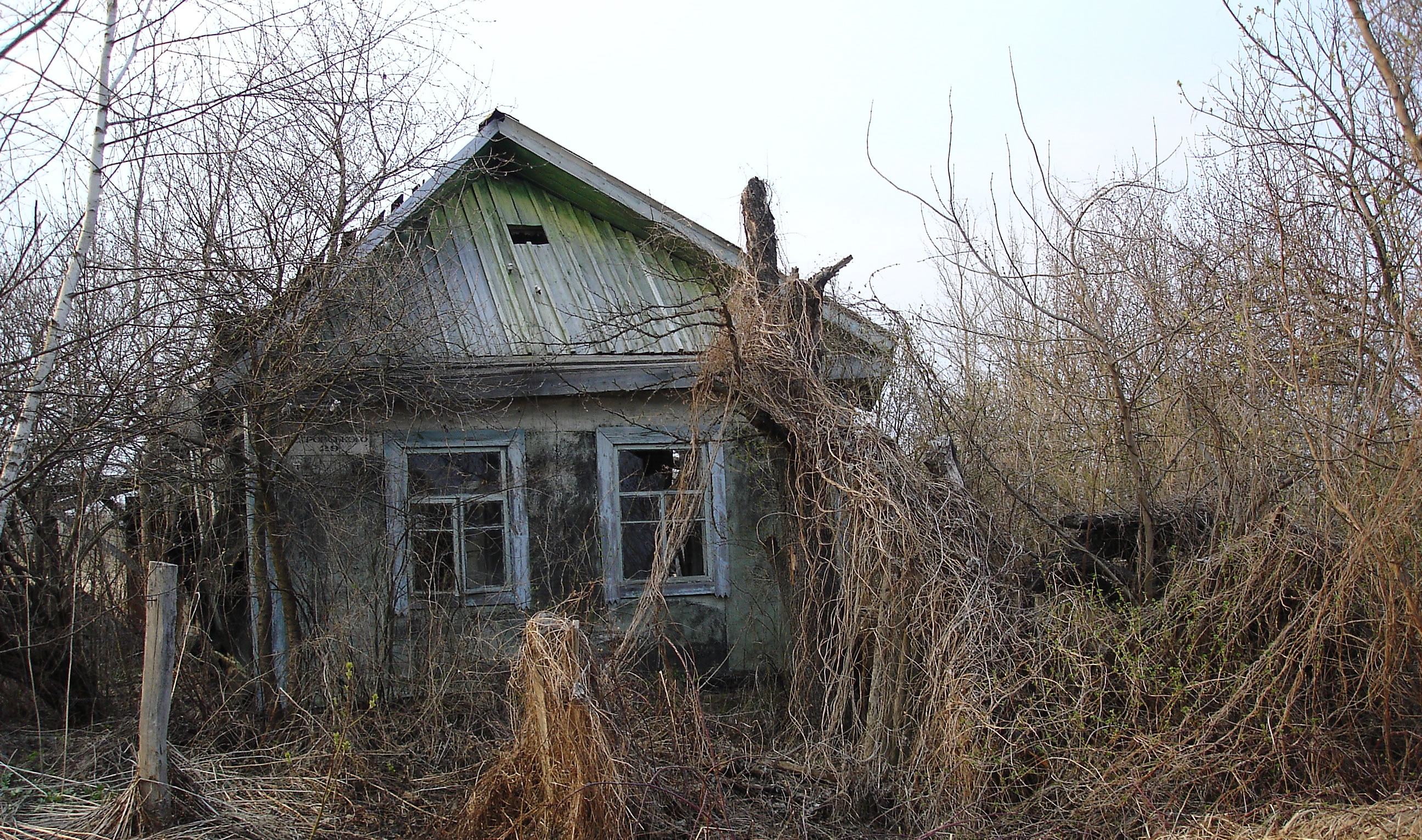
Jelena Filatova: Černobyl, Mrtvá zóna, 2004
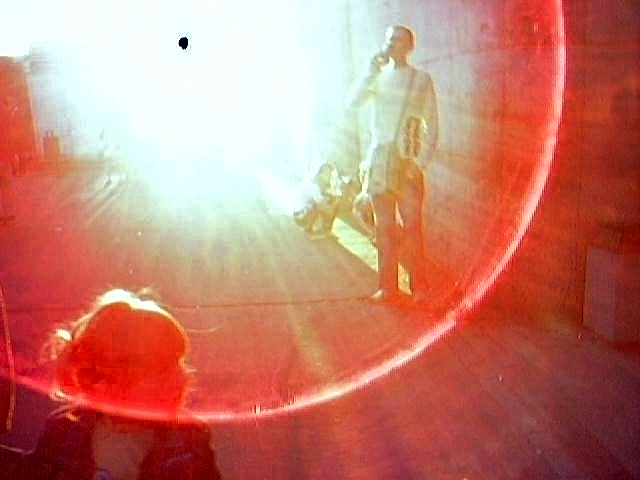
Dmitrij Borisovič Rezvan: Z uměleckého projektu Mobilografija, 2004
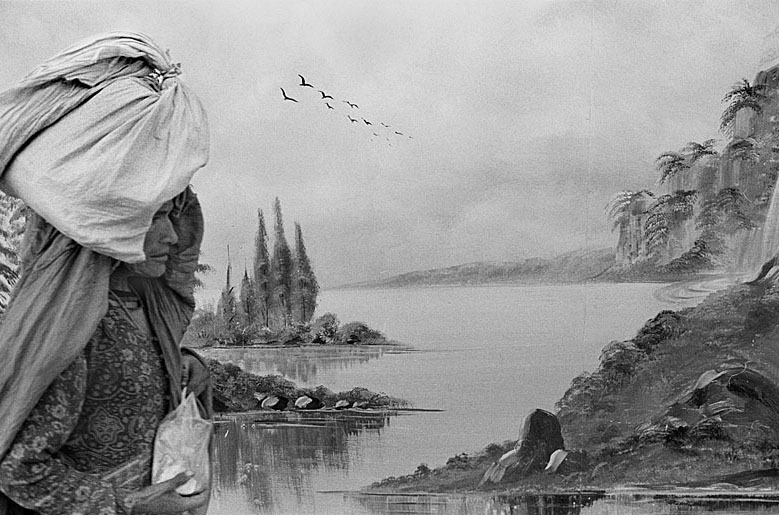
Valerij Vjačeslavovič Nistratov: Ilustrace z knihy Risse im Patriarchat o ženách po pádu Talibanu
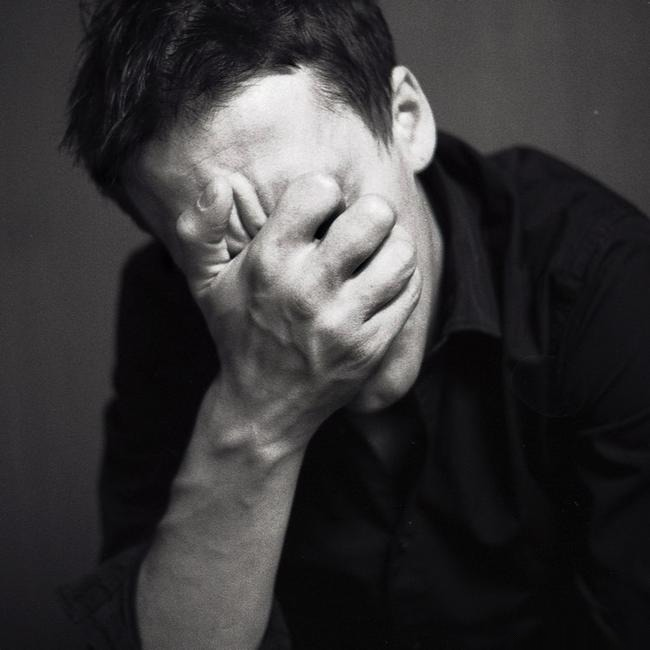
Alexej Nikišin: Artur Smoljaninov
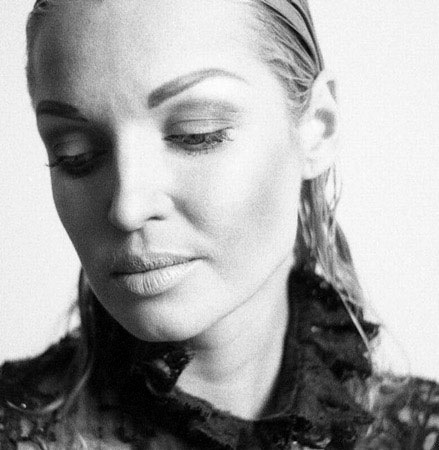
Alexej Nikišin: Anastacija Voločkova

## Češi působící v Rusku
Martin Wágner (*1980) se ve své tvorbě zaměřuje na černobílý pohled na země bývalého Sovětského svazu. Od roku 1998 navštěvuje Rusko a Ukrajinu pravidelně, do roku 2012 sem cestoval 29x, přičemž se vždy soustředil na neturistické destinace. Fotografoval v místě bývalých sovětských gulagů Vorkutě, v několika komunitách sibiřských starověrců (komunity blízké americkým Amišům), vulkanology na Kurilských ostrovech, transsibiřskou magistrálu, zapadlou pekárnu Chlebozavod, solnou studnu, dobývání zlata v Partizansku, ropné vrty na Dálném Východě, sibiřské pastevce sobů, velrybáře na Čukotce, zamrzlý Bajkal, lov kachen na Angaře, plavbu zaoceánské nákladní lodi. Od roku 1994 pořídil 36 000 snímků; celý archiv má digitalizovaný a jsou toho 3 TB. Opakovaně uspěl v soutěži Czech Press Photo, naposledy v roce 2011.
Dana Kyndrová do Ruska jezdila pravidelně od 70. let na kursy ruštiny a přitom fotografovala běžný život Rusů. V Československu během normalizace fotografovala např. komunistické manifestace. Na počátku 90. let vytvořila svůj nejznámější projekt – dokument o odchodu sovětských vojsk z Československa. V cyklu Odchod Sovětských vojsk (1990 - 1991) dokumentovala ukončení pobytu sovětských vojsk na území Československa. Zaměřila se na postihnutí atmosféry v sovětských kasárnách, kde se pro ni vizuálně koncentrovala předzvěst rozpadu sovětského impéria.
Kyndrová shromáždila značné množství fotografií a srovnáním zdánlivě protichůdných okamžiků z let 1945 a 1968 veřejnosti předložila pohled na pobyt sovětských vojsk v širším historickém kontextu.
porota Asociace profesionálních fotografů ČR, 2008
Své projekty zpracovává výhradně černobíle. Výjimku udělala v projektu Odchod Sovětských vojsk, kde považovala za nutné zachytit agitační výzdobu kasáren v agresivní rudé a žluté barvě. Fotografovala Podkarpatskou Rus 1995 Rusíni na Podkarpatskej Rusi / Zakarpatskej Ukrajine, další cyklus z roku 2015 nese název Rusové, jejich ikony a touhy.
- Vilém Heckel se v roce 1958 zúčastnil expedice na Kavkaz, v roce 1962 se zúčastnil horolezecké výpravy na Kavkaz podruhé.

Jindřich Štreit od roku 1991 pracuje na dokumentárních projektech mimo jiné také v Rusku (Burjatsko, Krasnodarský kraj, Ingušsko, Čečensko), které vždy toužil poznat včetně národů, které tam žijí. Inspiraci hledal v Šukšinových filmech či knihách Čechova. Štreit se dostal na Sibiř do buddhistických klášterů, nebo k české menšině v Novorossijsku. Za nejinspirativnější však považuje svůj pobyt v Ingušsku a Čečně, kde pracoval na pozvání České charity v uprchlických táborech. I tam se snažil zaznamenat obyčejný život a vyhýbal se zachycení válečných hrůz. Cyklus dostal název Tak blízko, tak daleko a upozorňuje na neobyčejnou odvahu a vytrvalost lidí žijících v provizorních podmínkách táborů s mizivou naději na lepší budoucnost a také na mimořádný význam charitativní pomoci.
Antonín Kratochvíl v červnu 2010 ve výstavní síni Mánes po čtyřech letech opět vystavoval v Česku. Představil unikátní soubor fotografií Moscow nights (česky Moskevské noci), ve kterém svým typickým nadčasovým rukopisem zachytil život moskevské zlaté mládeže, uzavřeného světa, který se řídí vlastním rytmem a pravidly. K výstavě řekl:
Otevřel jsem dveře, za které se dostanou jen vyvolení. Mně se to podařilo jen proto, že jsem fotil na objednávku pro prestižní magazín Vanity Fair a mladí Rusové chtěli světu předvést své bohatství a moc.

Něco takového jsem viděl poprvé v životě – uzavřenou exkluzivní společnost mladých boháčů, kteří dokážou za jednu noc neuvěřitelné věci. Kolem nich společnice, nádherné holky smíchané z různých exsovětských republik – best of Soviet Union bych to nazval – tanečnice, bodyguardi, cigarety, alkohol, drogy …
Antonín Kratochvíl, 2010
Karel Cudlín jezdí na východ od začátku devadesátých let a dokumentuje rozpad sovětského impéria optikou běžného života mimo městská centra.
Jan Dobrovský zachycuje své pocity dokumentárním způsobem a černobíle.
Filip Singer od roku 1999 zaměřil svoji pozornost zejména na odlehlé oblasti Sibiře a bývalé sovětské republiky. Zajímá ho prostředí a změny, jež se dotýkají obyčejných lidí z bývalého SSSR. Od roku 2000 podnikl do Ruska několik dlouhých cest a ve fotografiích zachycuje zejména dopad člověka na životní prostředí a život lidí v nejvíce znečištěných místech světa. V minulosti spolupracoval s mezinárodní fotografickou skupinou SPUTNIK PHOTOS a byl členem vídeňské agentury Anzenberger. V roce 2014 získal hlavní cenu v soutěži Czech Press Photo.

## Známé případy fotomanipulace

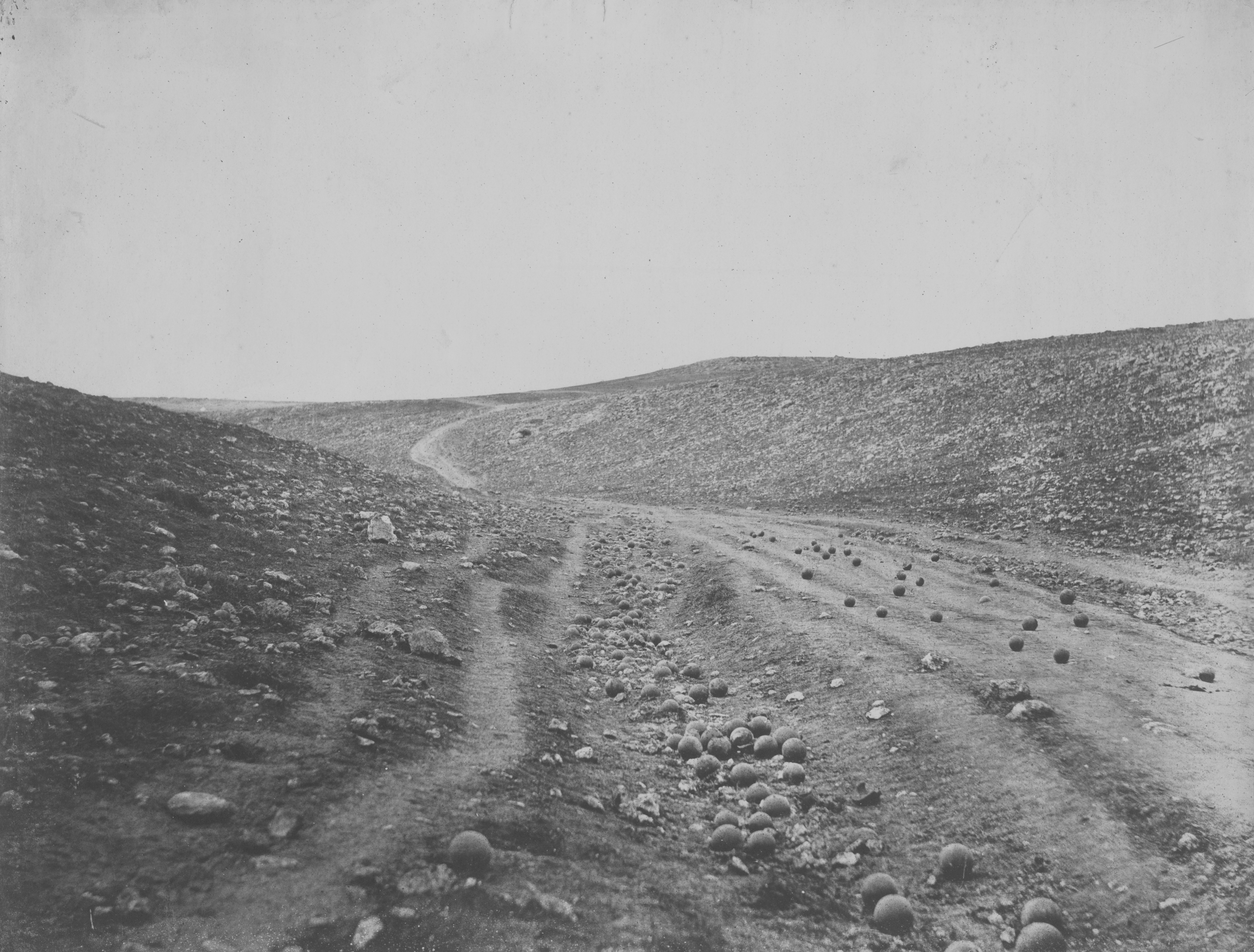
Roger Fenton: Údolí stínu smrti s cestou plnou dělostřeleckých koulí, 1855

- Roger Fenton fotografoval krymskou válku (1853–1856) a také krajinu nasazení britské Lehké brigády příznačně popsané v proslulé Tennysonově básni „Útok lehké brigády“ (The Charge of the Light Brigade) jako Údolí smrti (The Valley of Death). Fenton pojmenoval své fotografie podobně: Údolí stínu smrti (The Valley of the Shadow of Death). V tomto údolí byly pořízeny dva obrázky. Jeden s několika dělovými koulemi na silnici, druhý pouze s prázdnou silnicí. Názory na to, jaký snímek byl pořízen jako první, se liší. Režisér Errol Morris napsal řadu pojednání o důkazech. Došel k závěru, že fotografie bez dělových koulí byla pořízena jako první, ale zůstává nejisté, kdo přesunul koule na silnici v druhém obrázku? Byly záměrně umístěny na silnici Fentonem k posílení image, nebo koule z příkopu vyndali vojáci, aby je mohli znovu použít?[41][42][43] Fotografie měly být použity ke zmírnění obecné averze britského národa k nepopulární válce a ke zmaření protiválečného zpravodajství The Times. Fotografie proto byly zveřejněny v méně kritickém Illustrated London News. Fenton se bránil vytváření obrázků mrtvých, zraněných nebo zmrzačených vojáků.
- 20. května 1920 Lenin na snímku hovoří na Sverdlovském náměstí a po jeho boku stojí Lev Davidovič Trockij a Lev Kameněv. Ze snímku byli později Trockij a Kameněv komunistickým režimem odstraněni.
- 1945 Snímek Vztyčení vlajky nad Reichstagem v Berlíně. Její autor Jevgenij Chalděj nezachytil autentickou scénu, celý záběr naaranžoval dva dny po skutečném umístění vlajky nad Berlínem.[44] Chaldej později přiznal, že jednomu vojákovi vymazal hodinky na pravé ruce, protože je měl na obou zápěstích.[45] Původní voják se jmenoval Michail Minin, bylo mu 23 let a vyšplhal se na střechu budovy 30. dubna 1945 ve 22:40, tedy v době, kdy na reportážní fotografování byla již tma.
- Ze snímku Stalinovy procházky s ministrem pro lodní dopravu Nikolajem Ježovem na břehu řeky Volhy byl vyretušován ministr a byl nahrazen řekou Volhou.

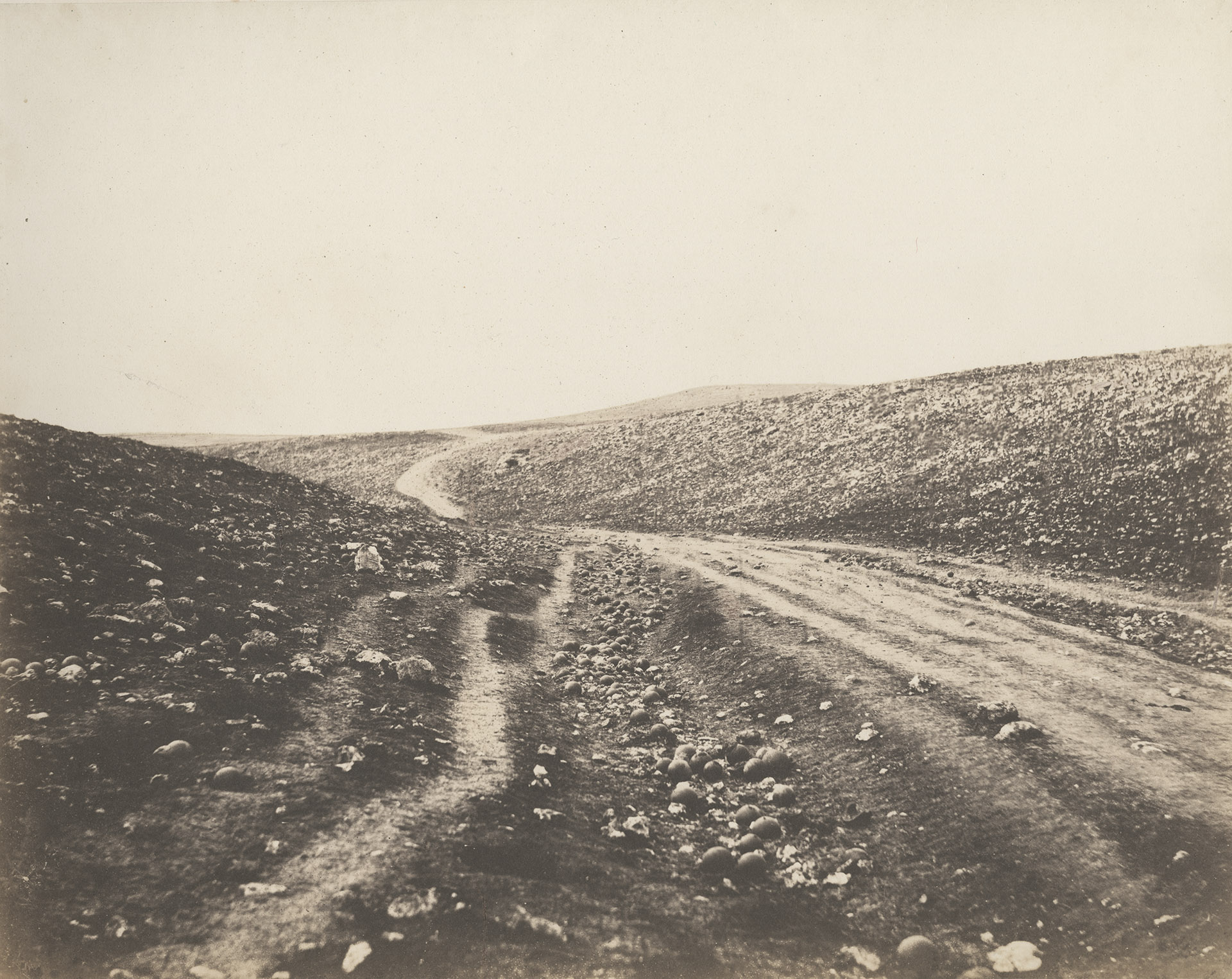
Roger Fenton: Údolí stínu smrti s prázdnou cestou, 1855
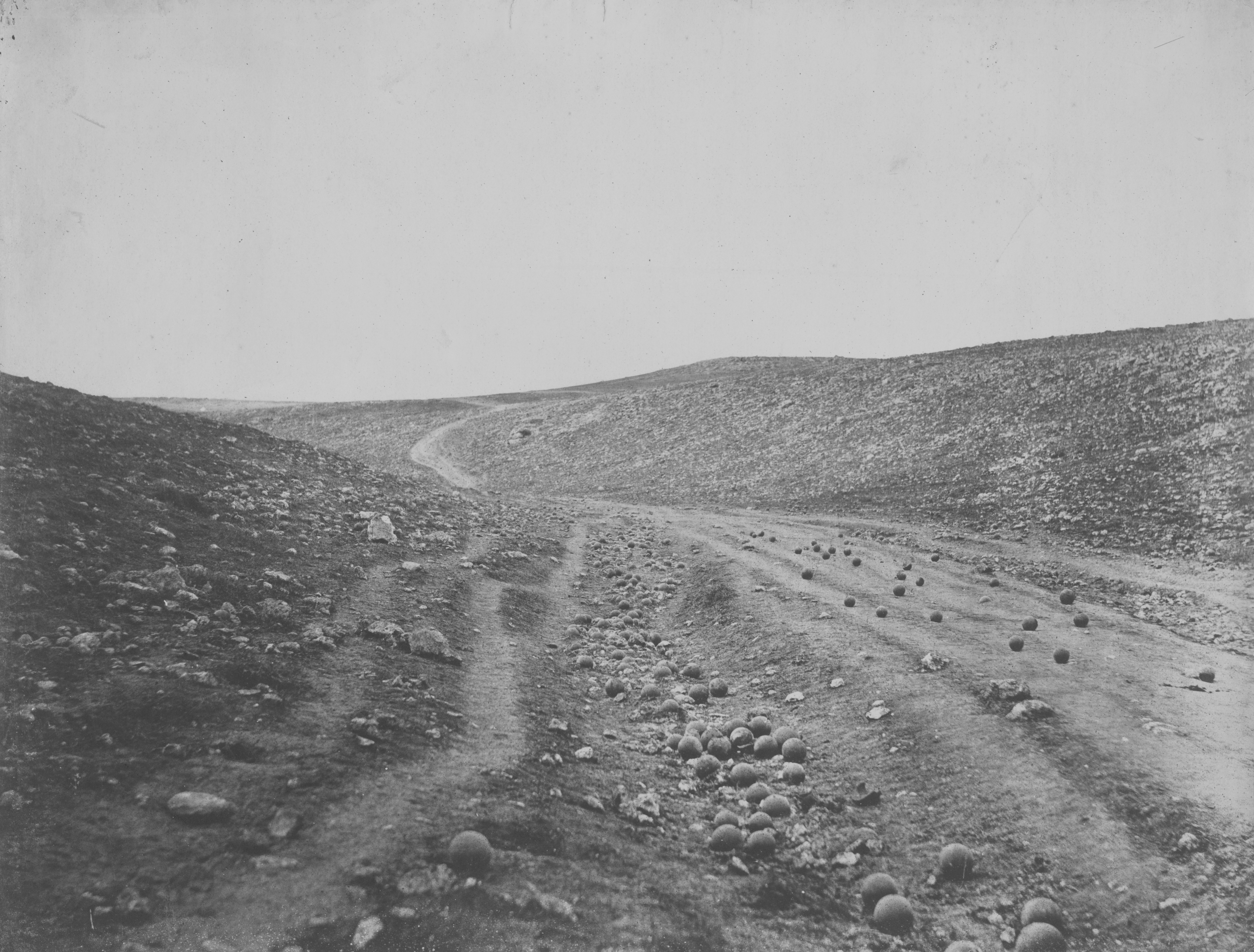
Roger Fenton: Údolí stínu smrti s cestou plnou dělostřeleckých koulí, 1855

## Ocenění
Fotografická ocenění udělovaná v Rusku:
- Zasloužilý umělecký činovník Ruské federace
- Zlaté oko, nejvyšší ocenění v ruské fotožurnalistice

## Organizace

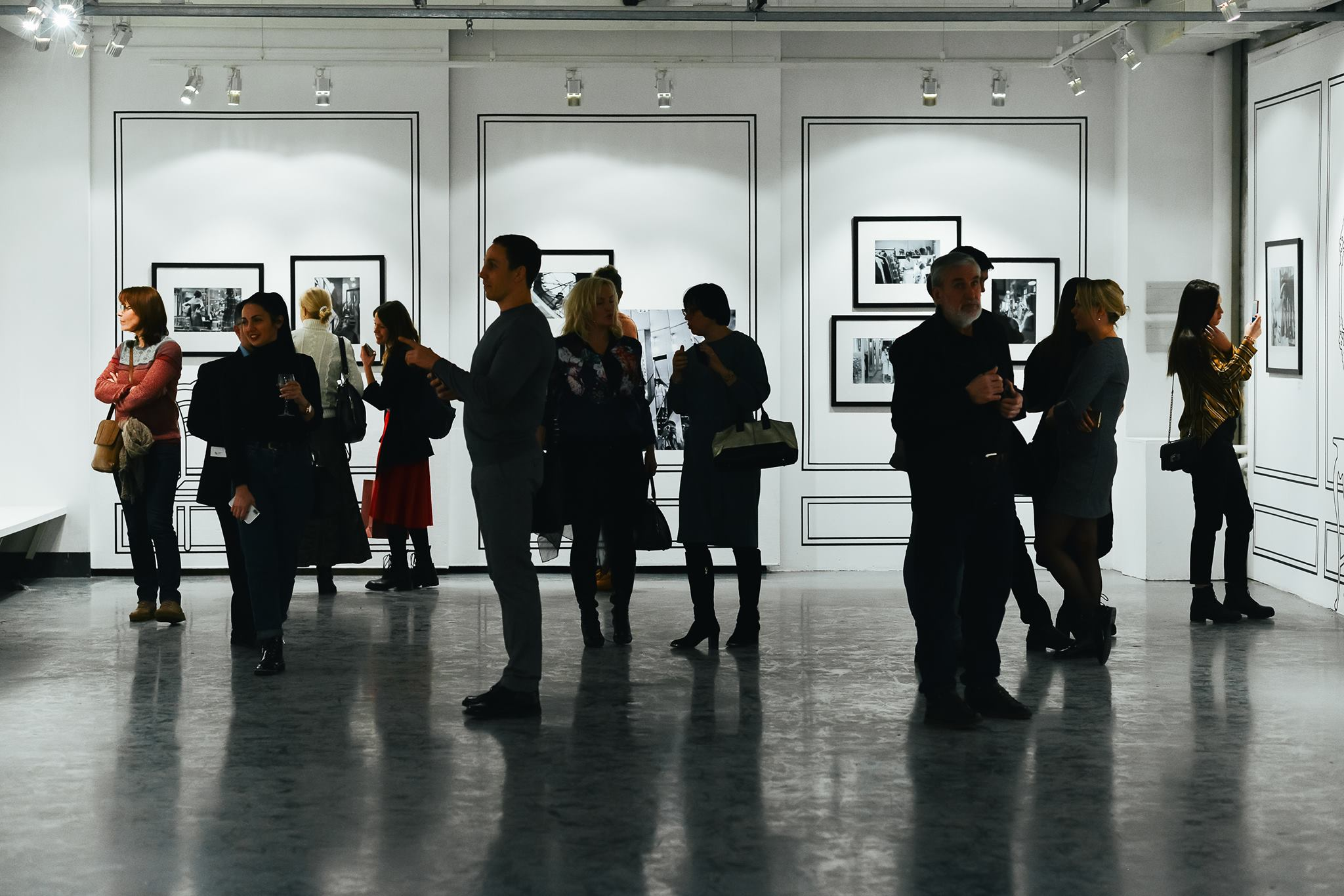
Centrum fotografie bratří Lumiérů, Moskva

Fotografické společnosti, organizace a instituce v Rusku:
Muzea a galerie:
- Centrum fotografie bratří Lumiérů (Centr fotografii iměni bratjev Ljumier), Moskva
- Galerie bratří Lumiérů (Galereja iměni bratjev Ljumier), Moskva
- Moskevský dům fotografie
- Muzeum fotografie „Dům Metenkova“

Archivy:
- Rossijskij gosudarstvěnnyj archiv kinofotodokuměntov (Russian State Film and Photo Archive)

Agentury:

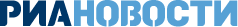
Logo RIA Novosti

- RIA Novosti, Ruská informační agentura Novosti
- Svaz ruských fotografů

Společnosti:
- Od roku 1894 Ruská fotografická společnost (Russkoje fotografičeskoe obščestvo, Русское фотографическое общество)

Časopisy:
- Ogoňok
- SSSR na strojke

## Výrobci
Výrobci fotografické techniky a materiálů v Rusku:
- FED
- Krasnogorskij zavod (Красногорский завод имени С. А. Зверева): fotoaparáty Moskva, Zorkij, Zenit
- Leningradskoje Optiko-Mechaničeskoje Objediněnie: fotoaparáty Zenit
- Sovfoto
- Tasma
- Továrna Arsenal Kyjev: fotoaparáty Kiev, Saljut, Zenit, Vega,...

Výrobky továrny Krasnogorskij zavod v Krasnogorsku:

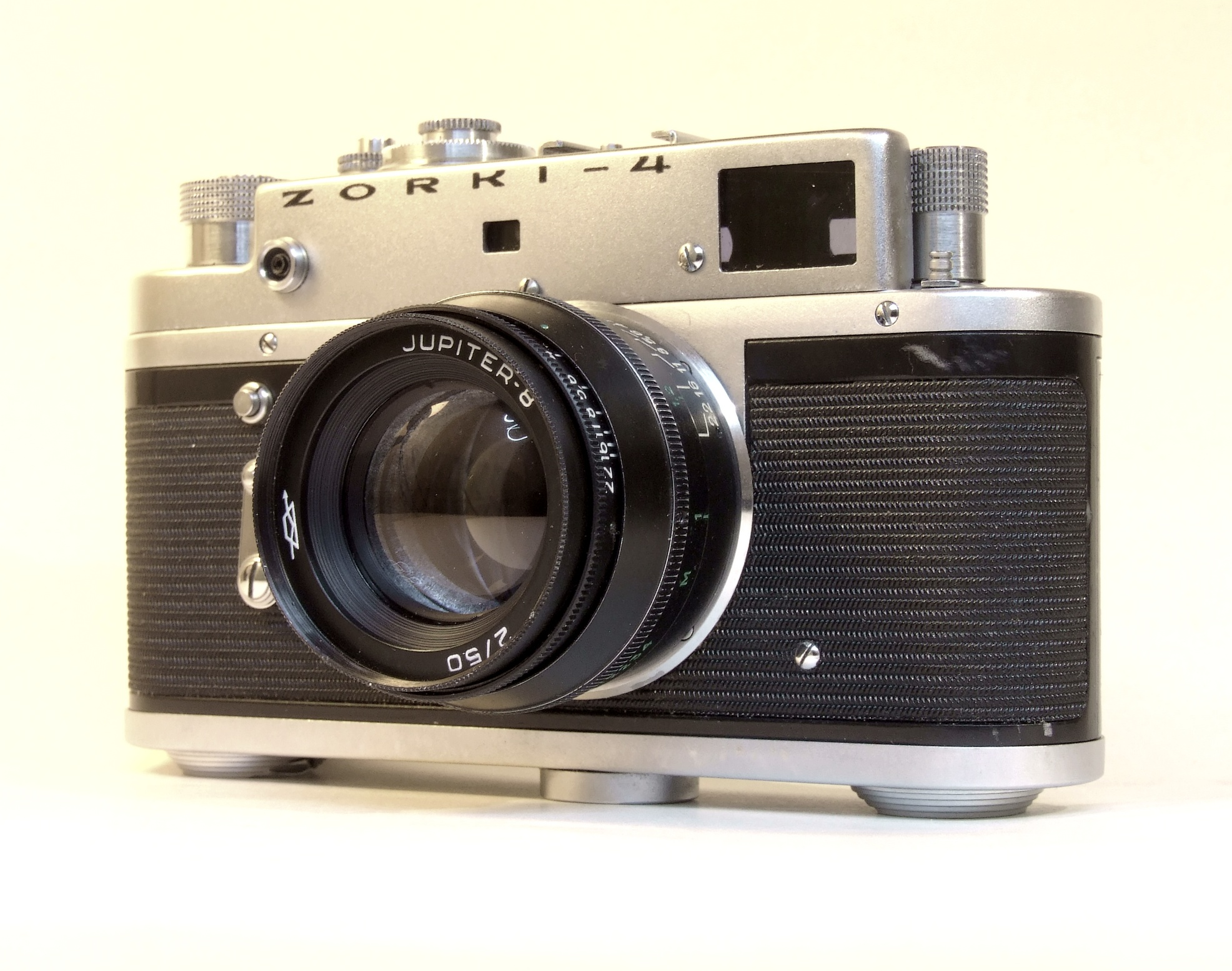
Zorki 4, hledáčkový fotoaparát
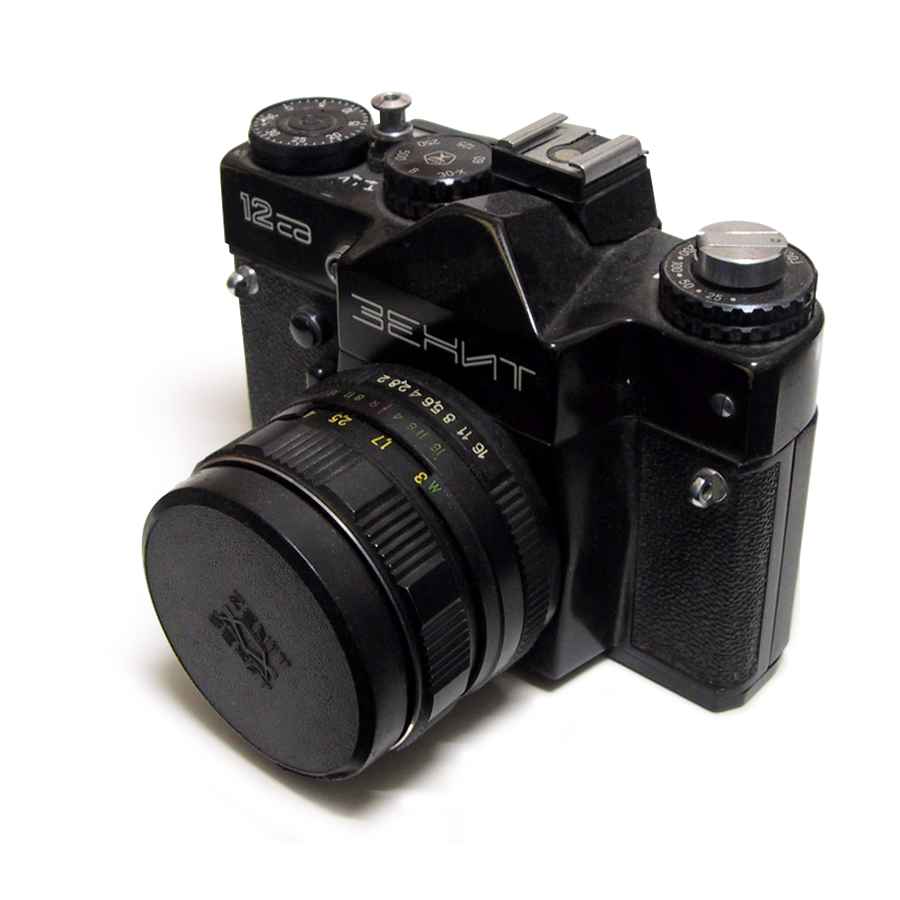
Zenit 12, zrcadlovka
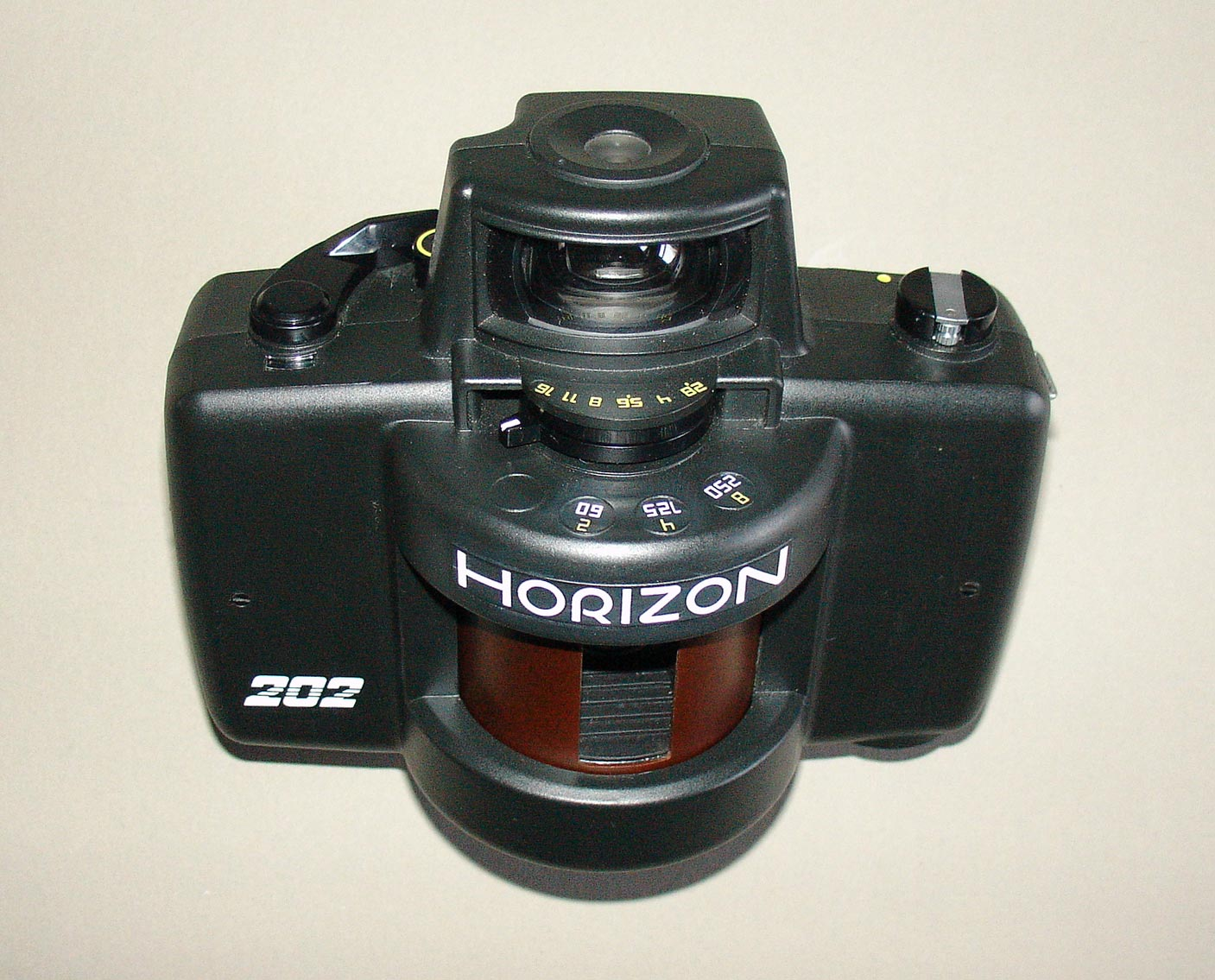
Horizon 202, panoramatický fotoaparát
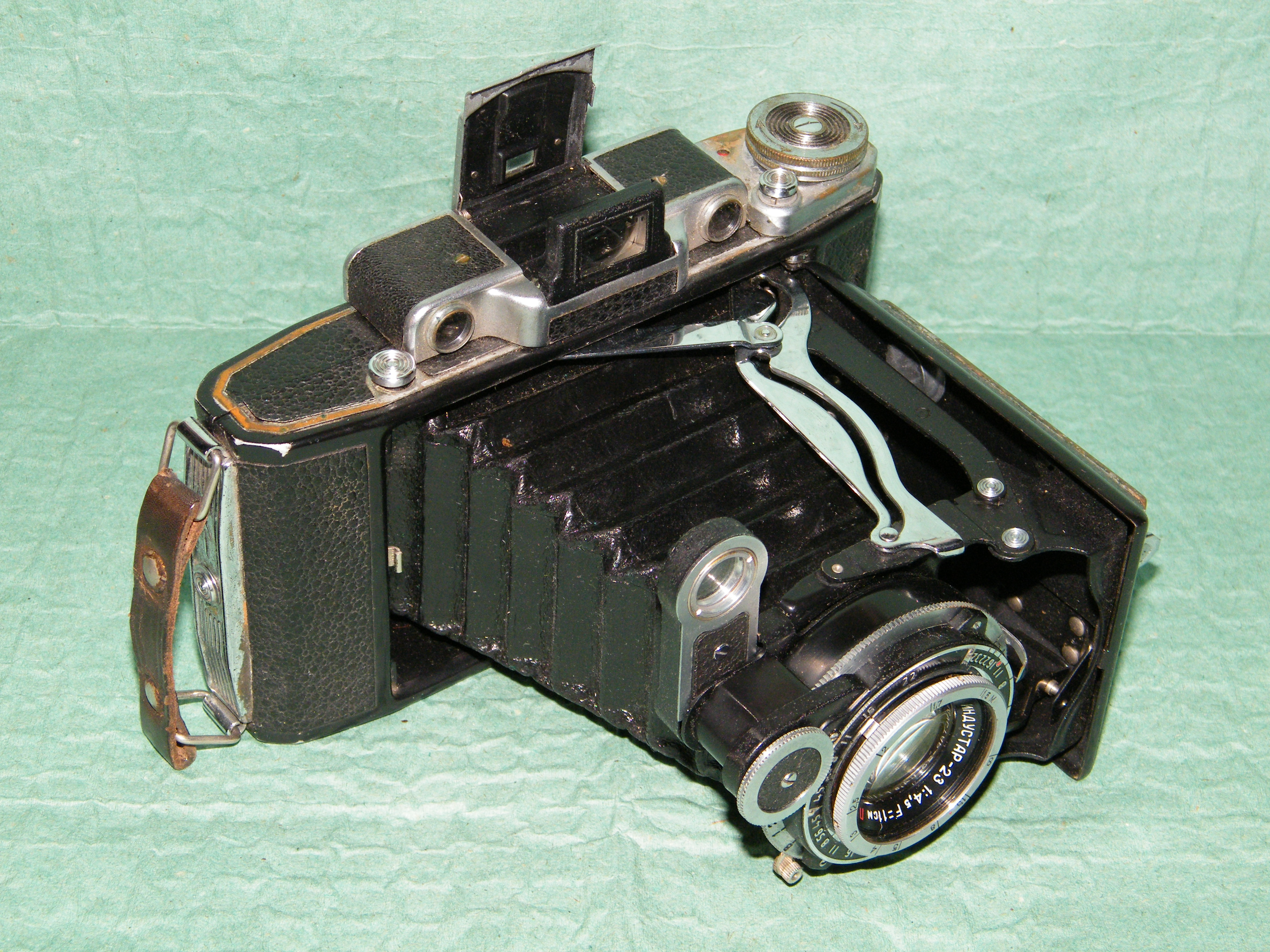
Moskva 2, fotoaparát

Výrobky společnosti Arsenal Kyjev:

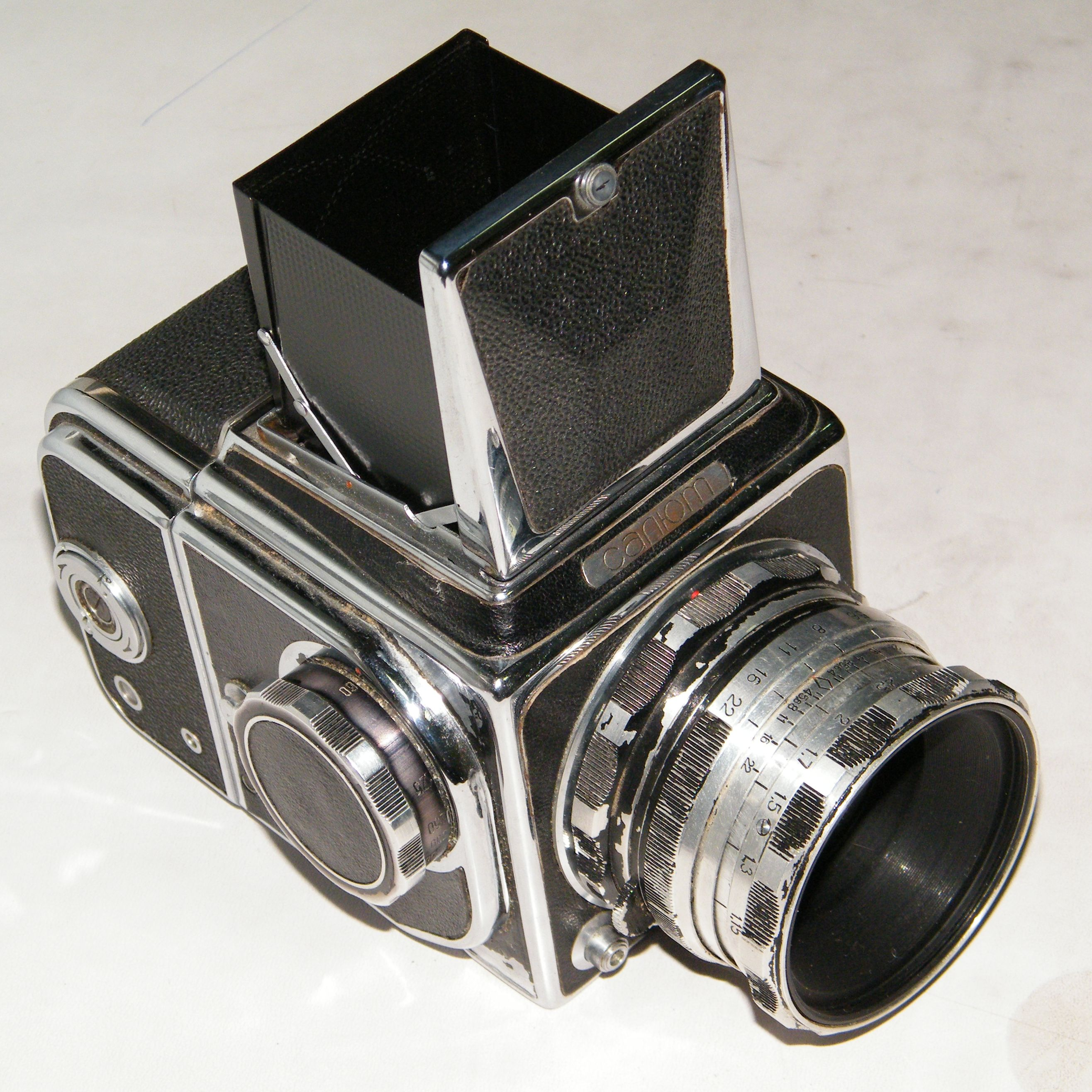
Saljut
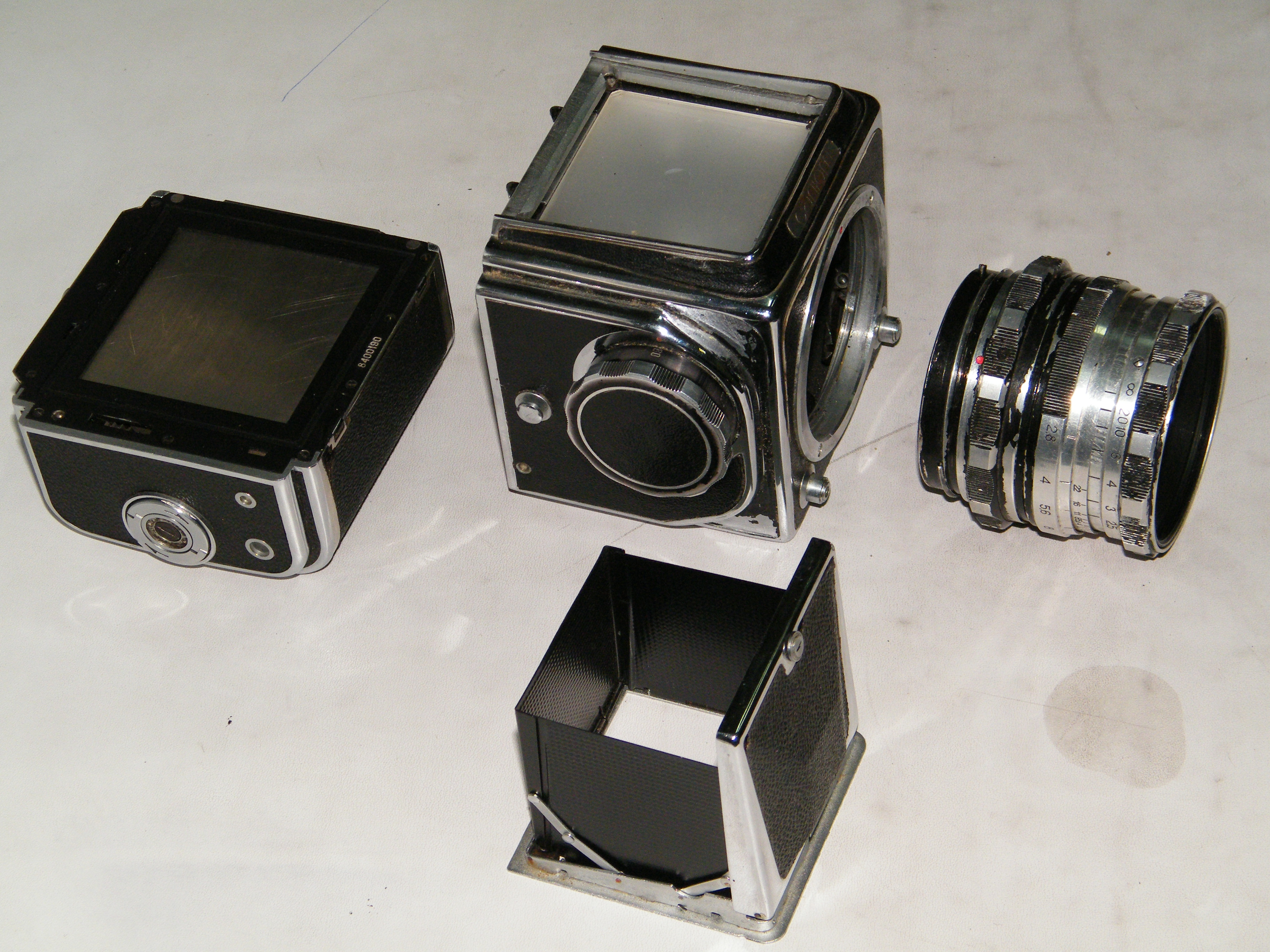
Saljut
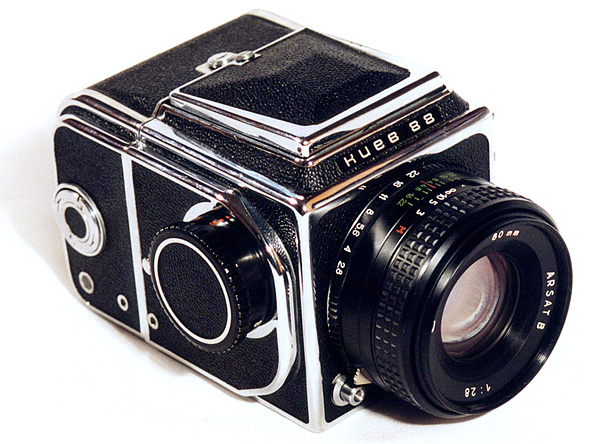
Kiev
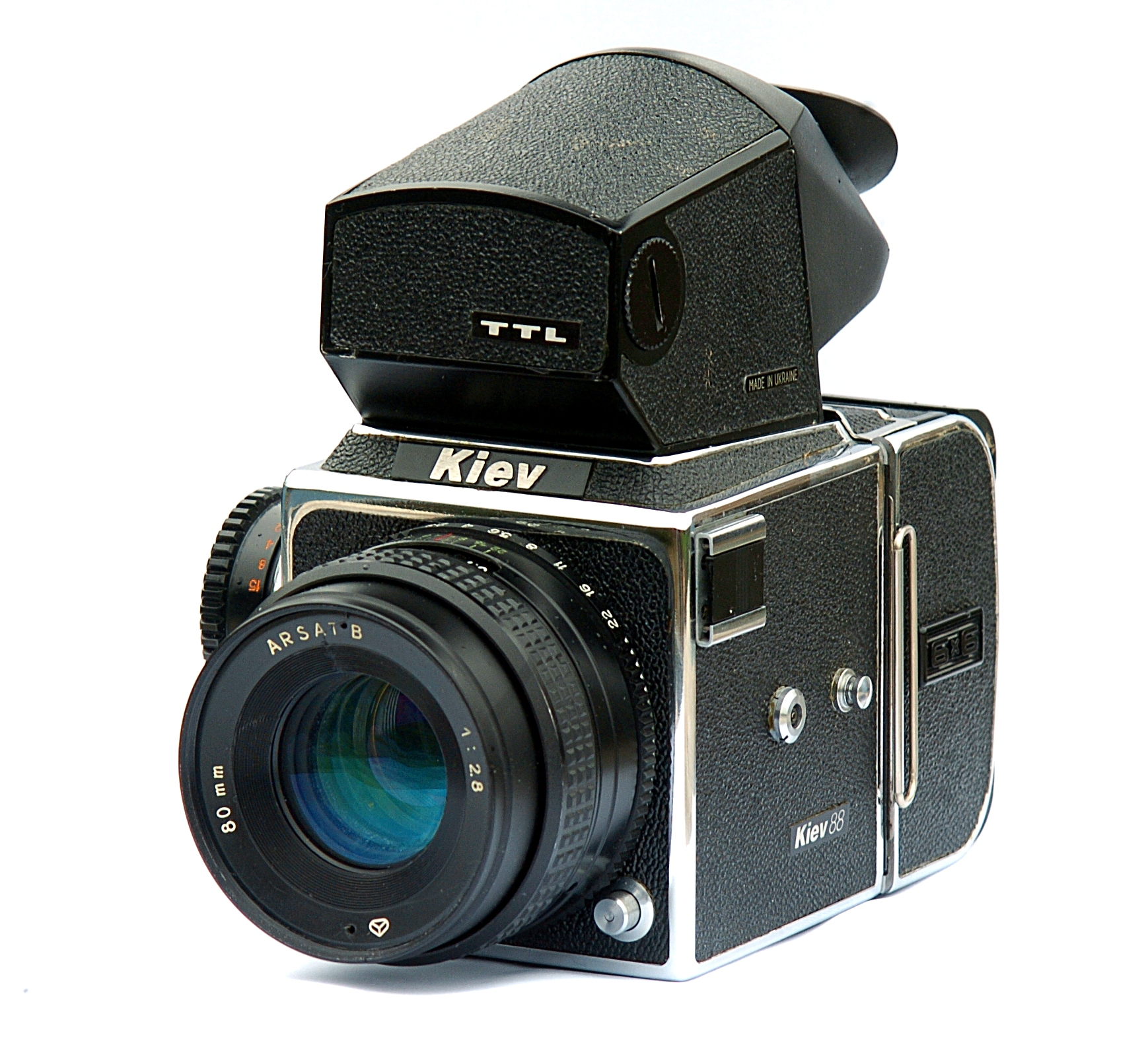
Kiev s 80 mm objektivem